# Nansens Fram-Expedition

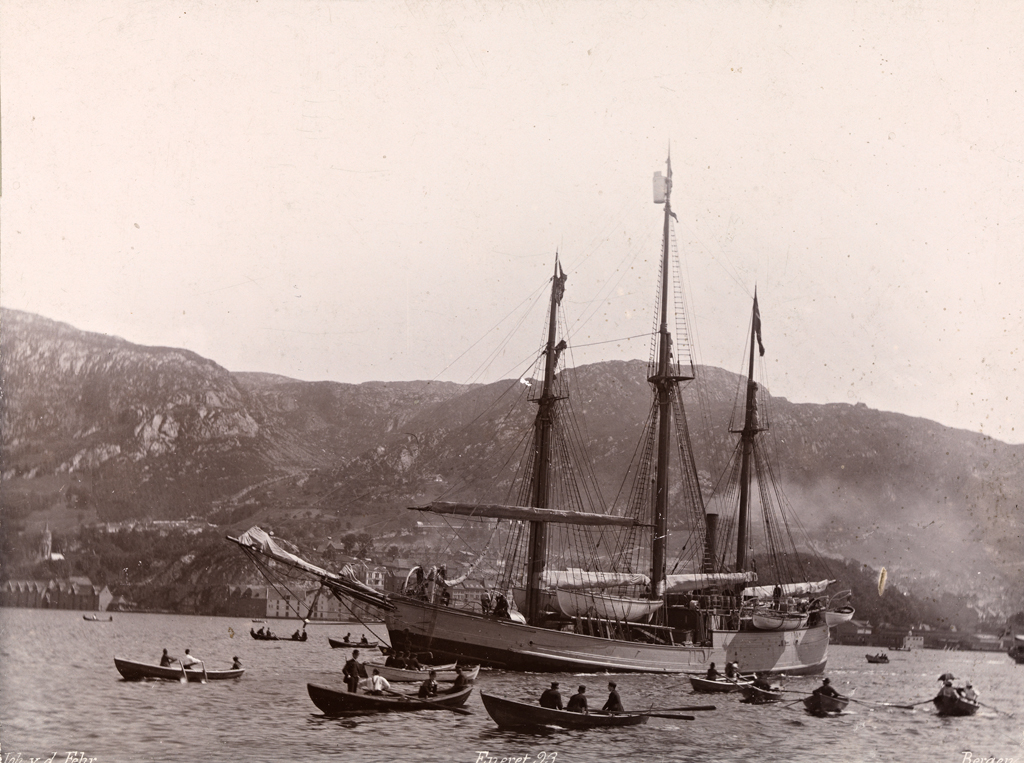
Die Fram bei der Abreise aus Bergen, 2. Juli 1893

Die Fram-Expedition (1893–1896) unter der Leitung des norwegischen Polarforschers Fridtjof Nansen war eine Forschungsreise in die Arktis mit dem Ziel, den geographischen Nordpol mithilfe der natürlichen Eisdrift im Arktischen Ozean zu erreichen. Die Idee zu dieser Expedition entstand, nachdem im Eis eingeschlossene Überreste des im Juni 1881 vor der Nordküste Sibiriens gesunkenen US-amerikanischen Kriegsschiffs USS Jeannette drei Jahre später an der Südwestküste Grönlands entdeckt worden waren. Die anhand dieses Fundes entwickelte Theorie einer transpolaren Driftströmung bildete die Grundlage für Nansens Expeditionspläne, die er im Februar 1890 der Norwegischen Geographischen Gesellschaft präsentierte. Die erforderlichen finanziellen Mittel erhielt Nansen vom norwegischen Staat, von öffentlichen Institutionen und privaten Sponsoren.
Das eigens für diese Forschungsreise erbaute Expeditionsschiff Fram hatte einige technische Besonderheiten, durch die es dem Eisdruck während der dreijährigen Eisdrift schadlos widerstand. Trotz Bedenken anderer Polarforscher fuhren Nansen und zwölf Begleiter mit der Fram zu den Neusibirischen Inseln im östlichen Arktischen Ozean und ließen sie dort im Packeis einfrieren. Angesichts der geringen Driftgeschwindigkeit und der Unvorhersehbarkeit der Driftrichtung verließ Nansen das Schiff nach 18 Monaten im März 1895, um gemeinsam mit Fredrik Hjalmar Johansen den Nordpol auf Skiern und mit Schlittenhunden zu erreichen. Dieses gelang ihnen zwar nicht, doch stellten sie mit einer Breite von 86° 13,6′ N einen neuen Nordrekord auf. Nach einem gefahrvollen Rückweg über Eis und offenes Wasser retteten sich Nansen und Johansen auf vorgelagerte Inseln von Franz-Josef-Land, von wo sie nach Norwegen zurückkehrten. Die Fram ihrerseits erreichte mit den übrigen Expeditionsteilnehmern nach langer Eisdrift den Nordatlantik.
Die wissenschaftlichen Beobachtungen während der Expedition waren bedeutende Beiträge zu der damals noch jungen Forschungsdisziplin der Ozeanographie, die zum zentralen Inhalt von Nansens wissenschaftlichem Wirken wurde. Die Eisdrift der Fram und der Marsch nach Norden bewiesen, dass sich zwischen dem eurasischen Kontinent und dem Nordpol keine größeren Landmassen befinden und die Nordpolarregion im Wesentlichen durch vereiste Tiefsee gekennzeichnet ist. Bei dieser Expedition wurden Methoden zum Überleben und für den Transport in polaren Regionen entwickelt, die beispielhaft für alle nachfolgenden Forschungsreisen sowohl in die Arktis als auch in die Antarktis waren.

## Vorgeschichte

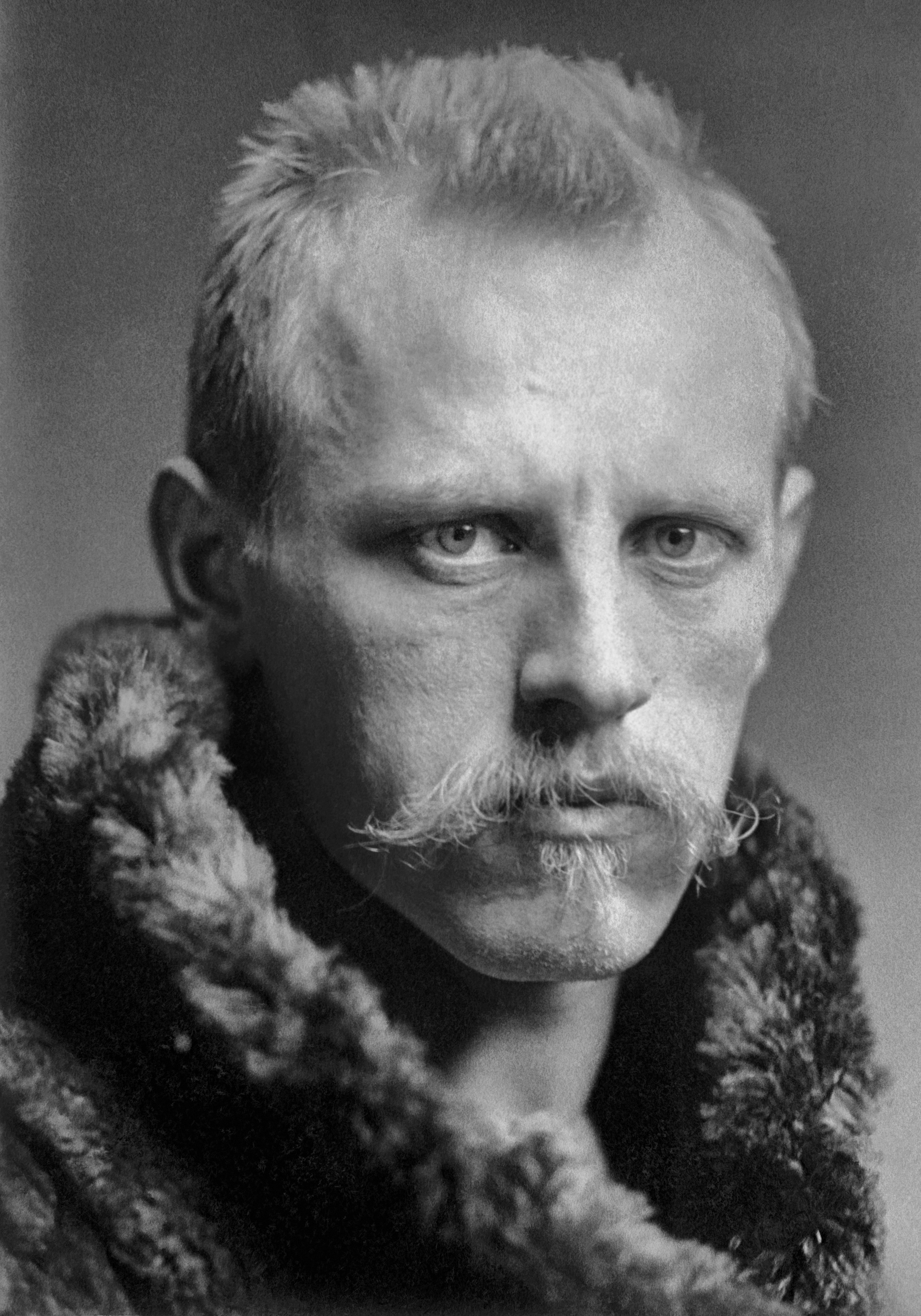
Fridtjof Nansen

Im September 1879 drang die Jeannette, ein eigens für Forschungsreisen in die Arktis umgebautes Kanonenboot der US Navy, ins Packeis nördlich der Beringstraße vor. Ihr Kapitän George W. DeLong suchte nach der zu dieser Zeit vermissten Vega-Expedition (1878–1880) von Adolf Erik Nordenskiöld, dem während dieser Forschungsreise die erstmalige Durchfahrung der Nordostpassage gelang. Die Jeannette blieb für beinahe zwei Jahre im Eis gefangen und driftete in dieser Zeit in Richtung der Neusibirischen Inseln, bis sie am 13. Juni 1881 infolge schwerer Eispressung vor der Mündung der Lena sank. Die Mannschaft konnte sich zunächst in Beiboote retten, jedoch gingen zahlreiche Expeditionsteilnehmer einschließlich DeLong im Ödland des Lena-Deltas verschollen. Drei Jahre nach ihrem Untergang tauchten Wrackteile der Jeannette mehr als 4000 Kilometer weiter westlich im Fjord von Julianehåb an der Südwestküste Grönlands auf. Die im Treibeis eingeschlossenen Gegenstände enthielten Kleidungsstücke mit den Namen der Expeditionsteilnehmer Wilhelm Nindemann und Louis Philippe Noros (1850–1927) sowie Schriftstücke, die DeLong zugeordnet werden konnten. An der Authentizität des Fundes gab es keinen Zweifel.
Der dänische Statthalter von Julianehåb, Carl Lytzen (1839–1896), glaubte nach Sichtung der Fundstücke, dass ein vor der Küste Sibiriens vom Eis eingeschlossenes Expeditionsschiff durch das Polarmeer hindurch nach Südgrönland gelangen könnte. Damit nahm Lytzen die Überlegungen des damals 23-jährigen Fridtjof Nansen vorweg, der zu jener Zeit als Kurator des Bergen Museum an seiner Doktorarbeit schrieb und durch einen Bericht in der norwegischen Zeitung Morgenbladet im Herbst 1884 vom Fund der Wrackteile erfuhr. Nansen berief sich allerdings nicht auf Lytzen, sondern auf den norwegischen Meteorologen Henrik Mohn, der in einem Vortrag vor der Norwegischen Akademie der Wissenschaften im November 1884 die Theorie einer transpolaren Driftströmung aufstellte, nach der die Wrackfunde der Jeannette einen Hinweis auf eine westliche Meeresströmung durch den gesamten Arktischen Ozean gaben.
Nansens Vorkenntnisse auf dem Gebiet der Arktisforschung waren beachtlich. Bereits 1882 hatte er an einer fünfmonatigen Reise auf dem Robbenfänger Viking zwischen Grönland, Jan Mayen und Spitzbergen teilgenommen, bei der er die physikalischen Gesetzmäßigkeiten in der Entstehung von Meereis erforschte, in welchem das Schiff drei Wochen lang eingeschlossen war. Schließlich gelang ihm 1888 nach Plänen, die er bereits während seiner Studienzeit entwickelt hatte, die erste Durchquerung Grönlands über das Inlandeis. Schon bald nach seiner Rückkehr von dieser Expedition griff Nansen Mohns Theorie wieder auf und veröffentlichte Pläne einer darauf basierenden Forschungsreise mit dem Nordpol als Ziel.

## Vorbereitungen

### Vorstellung der Expeditionspläne

Geplante Route der Fram mittels Eisdrift von den Neusibirischen Inseln durch den Arktischen Ozean bis in den Atlantik

Im Februar 1890 legte Nansen bei einem Treffen der Norwegischen Geographischen Gesellschaft in Christiania seine Pläne offen. Angesichts der Fehlschläge anderer Expeditionen, den Nordpol von Westen aus zu erreichen, machte Nansen den Fund der Überreste der Jeannette zum Schwerpunkt seiner Überlegungen: „Fassen wir alles zusammen, so scheint sich uns daraus mit Notwendigkeit die Schlussfolgerung zu ergeben, dass irgendwo zwischen dem Pol und Franz-Josef-Land ein Strom vom Sibirischen Eismeer zur Ostküste von Grönland fließt.“ Folglich sollte laut Nansen die Aufgabe darin bestehen, „unseren Weg in diese Strömung auf der Seite des Pols zu bahnen, wo jene nach Norden führt, um mit ihrer Hilfe in die Regionen vorzustoßen, die diejenigen vergeblich versuchten zu erreichen, die bis dahin gegen [die Strömung] angearbeitet haben“.
Nansens Pläne erforderten ein kleines, stabiles und bewegliches Schiff, das je nach Bedarf mit Segel- oder Motorkraft angetrieben werden konnte und genügend Platz für Brennstoff und Proviant bot, um zwölf Männer über einen Zeitraum von fünf Jahren zu versorgen. Das Schiff sollte der Route der Jeannette-Expedition folgen und zu den Neusibirischen Inseln vordringen. Sobald die Eisbedingungen es zuließen, „sollten wir unseren Weg ins Eis soweit wie möglich hineinpflügen“. Sollte das Schiff dabei untergehen (ein Szenario, das Nansen für unwahrscheinlich hielt), sollte die Expeditionsmannschaft ihr Quartier auf dem Eis aufschlagen, um mittels der Drift in Sicherheit zu gelangen. Nansen notierte: „Wenn die Jeannette-Expedition über ausreichend Proviant verfügt hätte und auf dem Eis geblieben wäre, in dem man schließlich ihre Überreste fand, wäre das Resultat ohne jeden Zweifel ein anderes als das schließlich eingetretene gewesen.“
Als Nansens Pläne öffentlich wurden, kommentierte die New York Times begeistert: „Es ist sehr wahrscheinlich, dass eine vergleichsweise kurze direkte Route durch den arktischen Ozean über den Nordpol hinweg existiert und dass die Natur höchstselbst hierfür ein Verkehrsmittel bereitstellt.“
In Fachkreisen wurden Nansens Pläne weitaus skeptischer betrachtet. Insbesondere sein Vorhaben, das Expeditionsschiff absichtlich ins Packeis zu steuern, hielt man für verantwortungslos. Vorangegangene Forschungsreisen in die Arktis, bei denen die jeweiligen Schiffe vom Packeis zerquetscht worden waren, hatten wie die Jeannette-Expedition zumeist katastrophal mit dem Verlust zahlreicher Menschenleben geendet. Angesichts dessen warf man Nansen vor, sein Leben und das seiner Untergebenen leichtfertig zu gefährden. Der amerikanische Polarforscher Adolphus Greely hielt Nansens Vorhaben daher für „ein unvernünftiges Programm der Selbstzerstörung“. David Brainard (1856–1946), der während Greelys Lady-Franklin-Bay-Expedition (1881–1884) am 13. Mai 1882 zusammen mit James Booth Lockwood (1852–1884) und Frederick Christiansen (1846–1884) bei 83° 24′ N einen neuen Nordrekord aufgestellt hatte, bezeichnete es als „eines der unklügsten Modelle, das je aufgestellt wurde“ und sagte voraus, dass die Expedition dem Untergang geweiht sei. Sir Allen Young (1827–1915), ein Veteran der Suchexpeditionen nach der verschollenen Franklin-Expedition, glaubte nicht, dass ein Schiff konstruiert werden könne, das dem Eisdruck standhält: „[…] das Eis wird durch sie [das Schiff] hindurchdringen, egal aus welchem Material sie gebaut ist.“ Sir Joseph Hooker, der James Clark Ross auf dessen Antarktis-Expedition (1839–1843) begleitet hatte, war der gleichen Ansicht und hielt das damit verbundene Risiko für untragbar. Sir Leopold McClintock sah in Nansens Projekt „das größte Abenteuer, das der Königlichen Geographischen Gesellschaft jemals unterbreitet wurde“.

### Finanzierung
Der schwedische Philanthrop Oscar Dickson, der die in Zusammenhang mit dem Untergang der Jeannette stehende Vega-Expedition Adolf Erik Nordenskiölds zur erstmaligen Durchfahrung der Nordostpassage (1878–1880) finanziert hatte, bot, beeindruckt von Nansens Plänen, an, die für die Forschungsreise anfallenden Kosten zu übernehmen. Im Zuge des aufkeimenden Nationalismus und der Bestrebungen in Norwegen, die seit 1814 bestehende Personalunion mit Schweden aufzukündigen, führte diese Geste aus dem Nachbarland zu feindseligen Kommentaren in der norwegischen Presse. Nansen entschied, Dicksons Angebot auszuschlagen und zunächst nur finanzielle Unterstützung aus Norwegen in Anspruch zu nehmen.
Gemäß Nansens anfänglicher Berechnung lagen die Kosten für die Expedition bei 300.000 Norwegischen Kronen (NOK), ein Betrag, der heute (Stand 2024) etwa 2,2 Millionen Euro entspricht. Nach einer leidenschaftlichen Rede im Storting stellte ihm die norwegische Regierung 200.000 NOK zur Verfügung. Die noch fehlenden Gelder wurden von privaten Sponsoren aufgebracht, darunter auch 20.000 NOK vom schwedischen König Oskar II. Die Royal Geographical Society in London überreichte ihm 300 Pfund Sterling (heute: etwa 35.000 Pfund Sterling).
Wie sich schon bald herausstellte, hatte Nansen den Finanzbedarf stark unterschätzt. Insbesondere die Kosten für den Bau des Expeditionsschiffes bewogen ihn, sich erneut an das norwegische Parlament zu wenden. Er erhielt weitere 80.000 NOK und durch einen zusätzlichen öffentlichen Aufruf wurden schließlich insgesamt 445.000 NOK (2024: etwa 3,3 Millionen Euro) zusammengetragen. Nach Nansens Darstellung beglich er einen Teil des Fehlbetrages aus eigenen Mitteln. Nach anderer Darstellung wurden die restlichen 12.000 NOK von den Geschäftsleuten Axel Heiberg und Charles Dick (1836–1904) aufgebracht.

### Expeditionsschiff

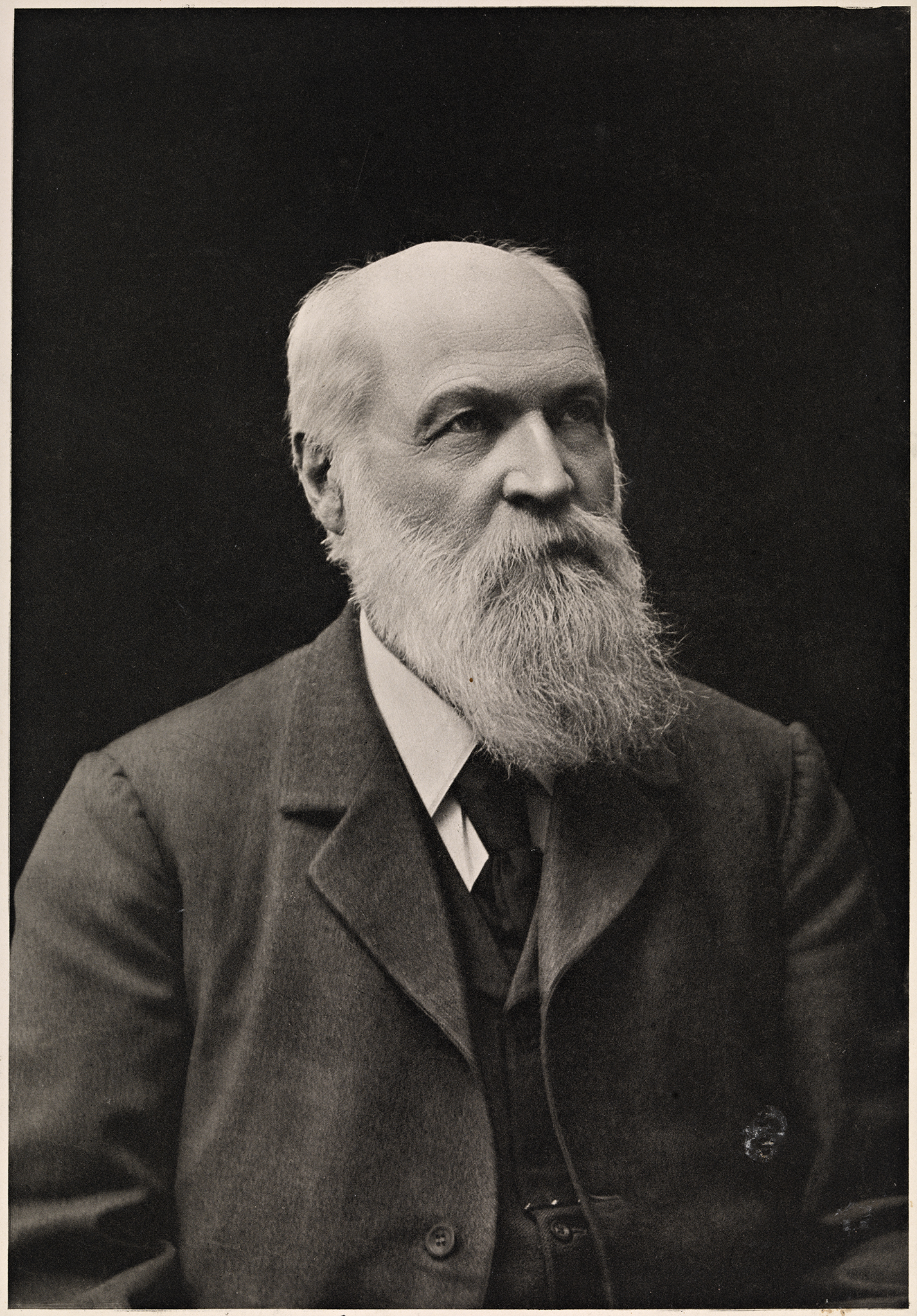
Colin Archer, Konstrukteur und Erbauer der Fram

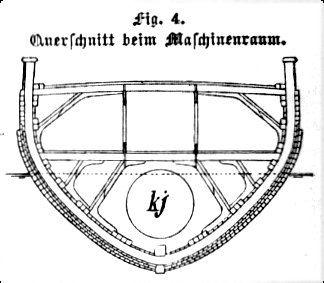
Rumpfquerschnitt der Fram

Für den Bau seines Expeditionsschiffs wählte Nansen den damals führenden Schiffskonstrukteur in Norwegen, den schottischstämmigen Bootsbauer Colin Archer. Archer war bekannt für sein spezielles Rumpfdesign, das hohe Stabilität mit besonderer Seetüchtigkeit verband. Durch die von ihm entwickelte Kombination eines konvexen Vordersteven mit einem Spitzgatt wurde die Manövrierfähigkeit des eigentlich trägen, tonnenartigen Schiffskörpers erhöht. Die Planungen zum Bau der Fram verliefen zunächst sehr zäh. Nansen notierte: „Archer entwickelte einen Plan nach dem anderen für das […] Schiff; ein Modell nach dem anderen wurde vorbereitet und [wieder] verworfen.“ Schließlich einigten sich beide Männer auf einen Entwurf und unterzeichneten am 9. Juni 1891 einen Vertrag zum Bau der Fram. Nansen drängte darauf, dass das Schiff innerhalb eines Jahres fertiggestellt werde, aus Angst, jemand anderes könne sich seiner Pläne bemächtigen und ihm zuvorkommen.
Die Fram wurde als Dreimastschoner mit einer Gesamtsegelfläche von 560 Quadratmetern betakelt. Mit einer Standardverdrängung von 400 Tonnen übertraf sie den von Nansen ursprünglich angesetzten Bedarf von 170 Tonnen bei weitem. Der Hilfsmotor, eine Dreifach-Expansionsdampfmaschine mit einer Leistung von 220 PS (162 kW), ermöglichte Geschwindigkeiten von bis zu sieben Knoten. Geschwindigkeit und Segeleigenschaften waren jedoch eher von untergeordnetem Interesse. Die eigentliche Aufgabe der Fram bestand darin, den Expeditionsteilnehmern ein sicheres und warmes Quartier während ihrer möglicherweise mehrjährigen Drift durch das Packeis zu bieten. Deshalb wurde besonders auf die Wärmedämmung der Kabinen Wert gelegt.
Das hervorstechendste Merkmal des Schiffs war die Rumpfkonstruktion mit ihrem ovalen Querschnitt, wodurch dem Eis jede mögliche Angriffsfläche genommen wurde. Bug und Heck waren abgerundet und die Planken geglättet, sodass in den Worten Nansens das Schiff „wie ein Aal aus der Umklammerung des Eises entschlüpfen kann“. Ruder und Schiffsschraube waren einziehbar, damit sie nicht vom Eisdruck beschädigt werden konnten. Um die Festigkeit des Rumpfes zu erhöhen, wurden die Schiffsplanken aus dem besonders harten Grünherzholz angefertigt. Der dreilagige Rumpf hatte eine Wandstärke von 60 bis 70 Zentimetern, die am stahlarmierten Bug auf bis zu 1,25 Meter zunahm. Zusätzliche Stabilität wurde durch Querstreben und Spanten erzielt, die über die gesamte Rumpflänge eingebracht waren. Das ungewöhnliche 3:1-Verhältnis von Schiffslänge (39 Meter) zur -breite (11 Meter) verlieh der Fram ein gedrungenes Aussehen. Colin Archer erklärte hierzu: „[…] ein Schiff, das gebaut wird, um den besonderen Bedürfnissen des Vorhabens zu entsprechen, muss notwendigerweise [von der üblichen Form] abweichen.“ Der Stapellauf war am 6. Oktober 1892, nachdem Nansens Frau Eva (1858–1907) im Rahmen einer kurzen Zeremonie die Schiffstaufe vorgenommen hatte.

### Mannschaft
Bereits bei seiner Grönlandexpedition (1888–1889) wich Nansen von der zuvor üblichen Praxis bei polaren Forschungsreisen ab, Expeditionsteilnehmer und Material in großem Umfang einzusetzen. Auch jetzt verließ er sich auf eine kleine, gut ausgebildete Mannschaft. Aus den Tausenden von Bewerbungen, die ihn nach Bekanntmachung seiner Pläne aus aller Welt erreichten, wählte Nansen lediglich zwölf Begleiter aus. Einer der Bewerber war der erst 20-jährige Roald Amundsen, doch seine Mutter verhinderte die Teilnahme an der Expedition. Auch der britische Polarforscher Frederick George Jackson bewarb sich um die Teilnahme, doch Nansen wollte, dass seine Mannschaft allein aus Norwegern zusammengesetzt war. Jackson organisierte daraufhin seine eigene Expedition nach Franz-Josef-Land, die als Jackson-Harmsworth-Expedition (1894–1897) in die Geschichte der Polarforschung einging.
Zum Kapitän der Fram und stellvertretenden Expeditionsleiter bestimmte Nansen den erfahrenen Seemann Otto Sverdrup, der bereits mit ihm an der Durchquerung Grönlands teilgenommen hatte und später selbst ein bedeutender Polarforscher wurde. Der Steuermann Theodor Jacobson (1855–1933) verfügte als Skipper an Bord einer Slup ebenfalls über Erfahrungen in polaren Gewässern. Marineleutnant Sigurd Scott-Hansen (1868–1937), jüngster Teilnehmer der Expedition, war als Erster Offizier verantwortlich für die meteorologischen und magnetischen Untersuchungen. Als Schiffsarzt und Botaniker fungierte Henrik Blessing (1866–1918), der erst kurz vor Expeditionsbeginn sein Medizinstudium abgeschlossen hatte. Der Leutnant der Reserve und Experte für Schlittenhunde Fredrik Hjalmar Johansen war derart versessen auf die Teilnahme an der Expedition, dass er auf den noch einzig freien Posten als Heizer anheuerte. Auf ähnliche Weise wurde Adolf Juell (1860–1909), ein Seemann mit 20-jähriger Erfahrung als Steuermann und Kapitän, zum Smut der Fram. Ivar Mogstad (1856–1928) arbeitete eigentlich als Beamter am Psychiatrischen Klinikum von Gaustad bei Christiania, doch Nansen beeindruckten eher seine Fähigkeiten als Mechaniker. Der älteste Teilnehmer der Expedition war der Leitende Ingenieur Anton Amundsen (1853–1909). Der stellvertretende Ingenieur Lars Pettersen (1860–1898) hielt seine schwedische Staatsangehörigkeit vor Nansen verborgen. Obwohl dies schon bald von seinen Kameraden aufgedeckt wurde, durfte er an Bord der Fram als einziges nichtnorwegisches Expeditionsmitglied verbleiben. Die restlichen Teilnehmer bestanden aus dem Harpunier Peter Henriksen (1859–1932), dem Elektriker Bernhard Nordahl (1862–1922) sowie Bernt Bentzen (1860–1899), der vor der Abreise des Schiffes in Tromsø kurzerhand in die Mannschaft aufgenommen wurde.

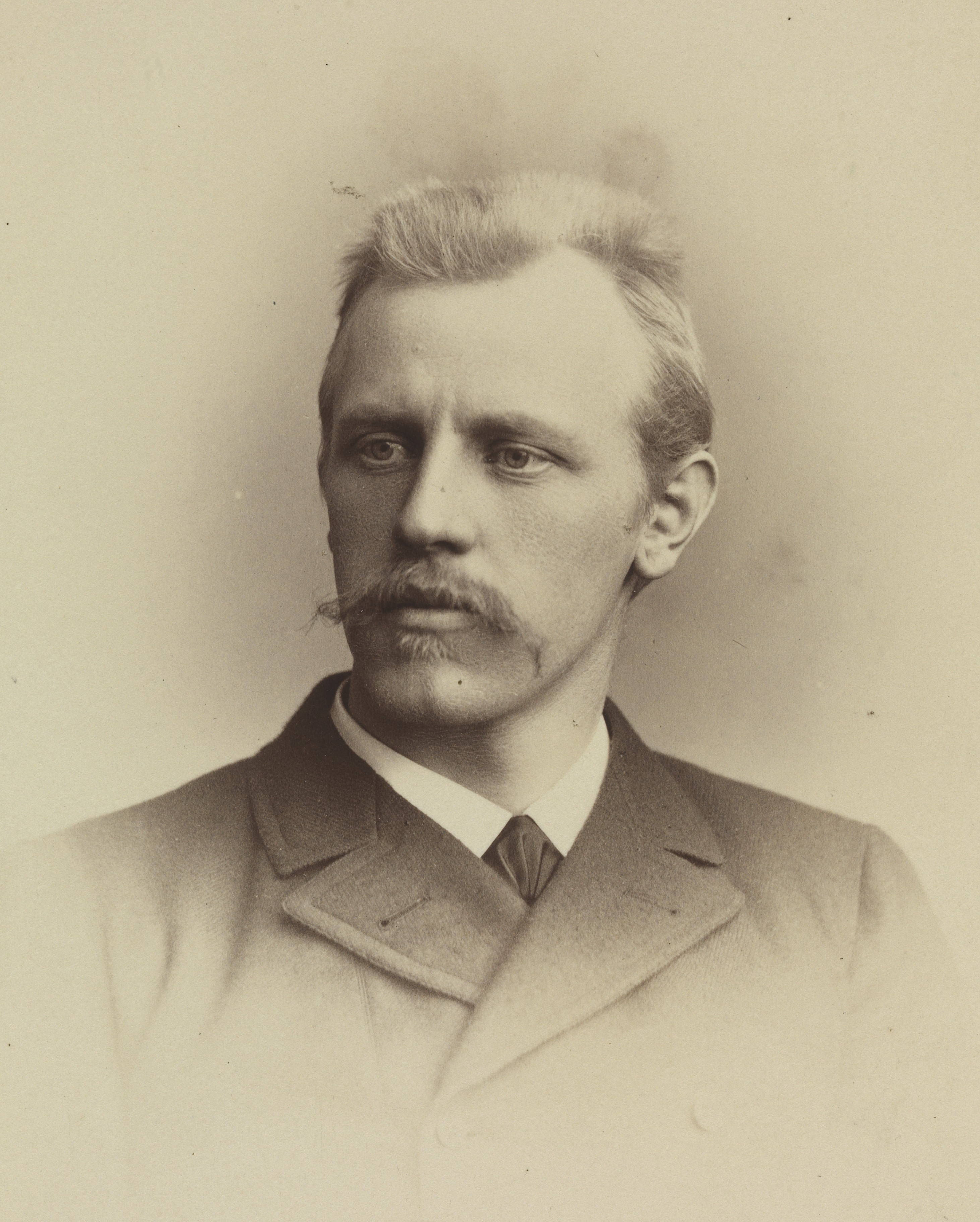
Fridtjof Nansen (Expeditionsleiter)
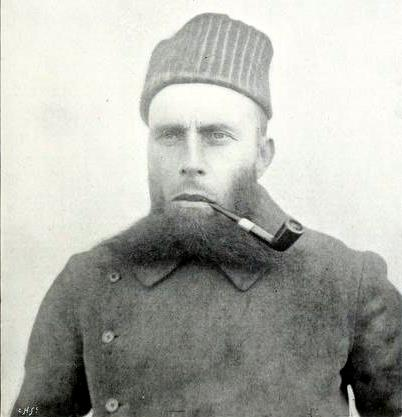
Otto Sverdrup (Kapitän)
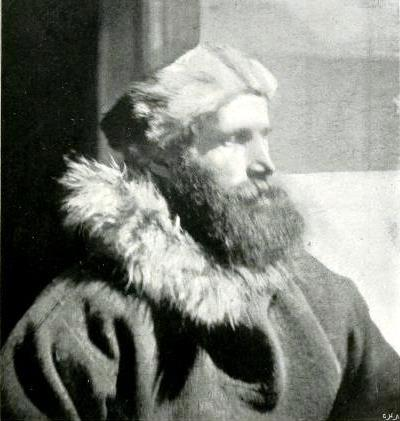
Theodor Jacobson (Steuermann)
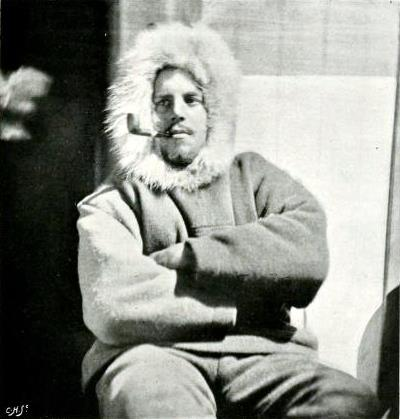
Sigurd Scott-Hansen (Meteorologe, Geophysiker)
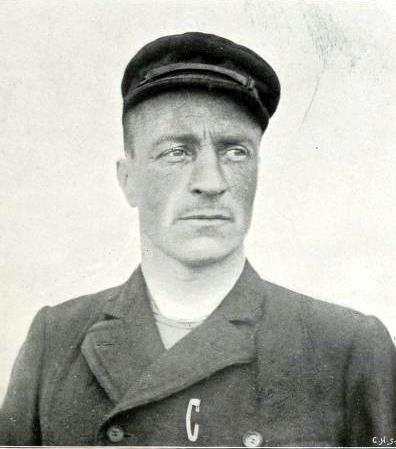
Henrik Blessing (Arzt, Botaniker)
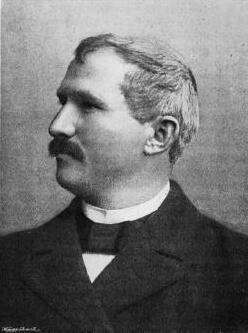
Fredrik Hjalmar Johansen (Heizer, Hundeführer)
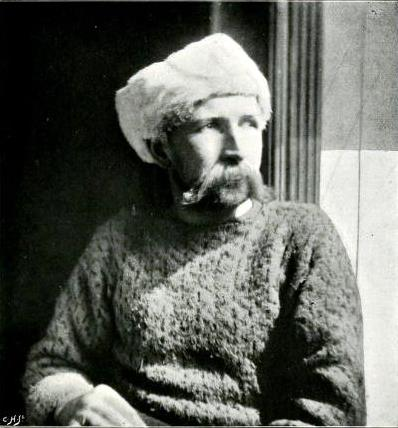
Adolph Juell (Schiffskoch)
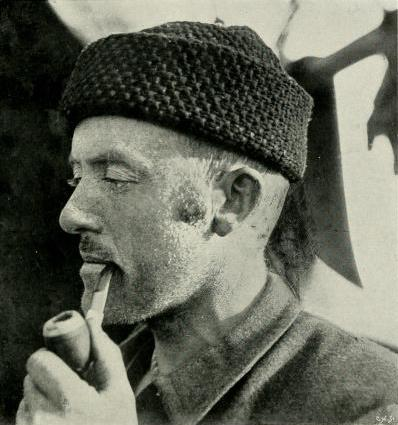
Ivar Mogstad (Mechaniker)
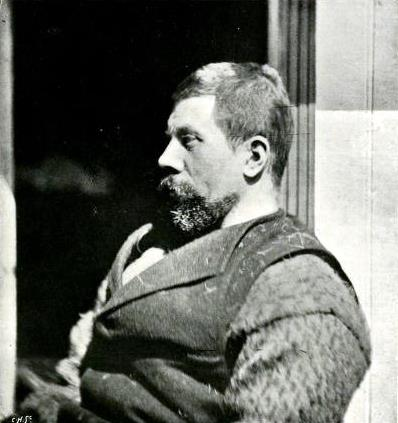
Anton Amundsen (Leitender Ingenieur)
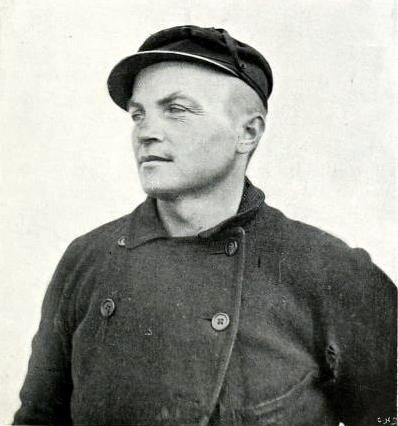
Lars Pettersen (Ingenieur)
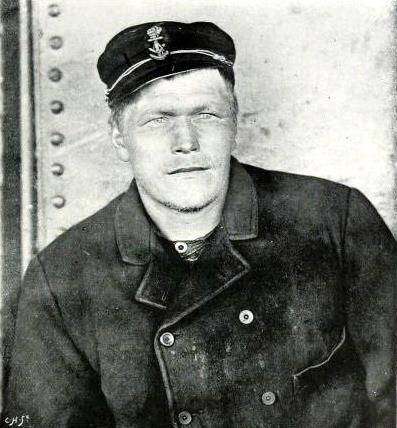
Peter Henriksen (Harpunier)
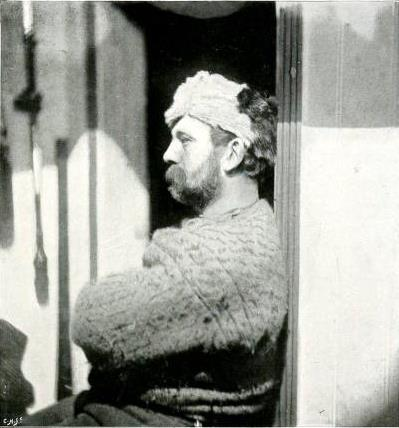
Bernhard Nordahl (Elektriker)
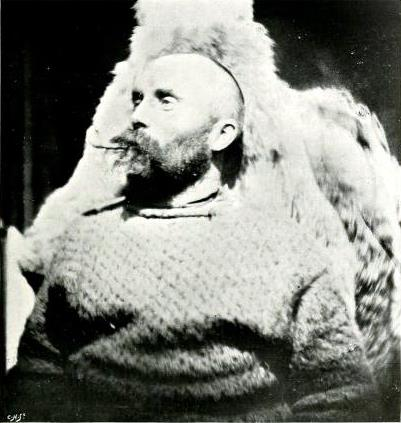
Bernt Bentzen (Hilfsarbeiter)

## Expeditionsreise
Unmittelbar vor dem Beginn der Expedition entschied Nansen, von seinem ursprünglich geplanten Reiseweg abzuweichen. Anstatt der Route der Jeannette über die Beringstraße zu den Neusibirischen Inseln zu folgen, entschloss er sich, diese auf dem kürzeren und seiner Meinung nach sichereren Weg von Nordenskiölds erfolgreicher Nordostpassage anzusteuern.

### Fahrt ins Packeis

Die Routen der Fram-Expedition zwischen 1893 und 1896:
Die Fahrt der Fram von Vardø entlang der sibirischen Küste bis zu den Neusibirischen Inseln und ins Packeis (Juli bis September 1893).
Eisdrift der Fram von den Neusibirischen Inseln bis nach Spitzbergen (September 1893 bis August 1896).
Der Marsch von Nansen und Johansen bis zu einer Breite von 86° 13,6′ N (damaliger Nordrekord) und der anschließende Rückweg nach Kap Flora auf der Northbrook-Insel des Franz-Josef-Archipels (März 1895 bis Juni 1896).
Rückfahrt von Nansen und Johansen von Kap Flora nach Vardø (August 1896).
Rückfahrt der Fram von Spitzbergen nach Tromsø (August 1896).

Die Fram verließ Christiania am 24. Juni 1893 unter dem Jubel Tausender Schaulustiger und begleitet von Salutschüssen, die von den Kanonen der Festung Akershus abgefeuert wurden. Am 1. Juli erreichte das Schiff Bergen. Am 5. Juli lief die Fram Trondheim an, eine Woche später überquerte sie den nördlichen Polarkreis. Der letzte Zwischenhafen in Norwegen war Vardø, den man am 18. Juli erreichte.
Der erste Abschnitt der Reise ins östliche Nordpolarmeer führte die Fram zunächst durch die Barentssee nach Nowaja Semlja und zur nordrussischen Siedlung Chabarowa (russisch: Хабарова; 69° 39′ N, 60° 24′ O), wo die Mannschaft die erste Gruppe von Schlittenhunden an Bord nahm. Am 3. August drang die Fram zur vereisten Karasee vor, die sie am Folgetag erreichte. Erst wenige Schiffe waren zuvor in die Karasee gefahren und das Kartenmaterial war lückenhaft. Am 18. August sichtete Kapitän Sverdrup vom Krähennest der Fram eine bisher unbekannte Insel im Bereich der Mündung des Jenissei, die Nansen nach ihrem Entdecker als Sverdrup-Insel benannte. Es war die erste einer ganzen Reihe bis dahin unbekannter kleiner Inseln, die Nansen und seine Männer während der weiteren Fahrt entdeckten. Das Schiff nahm nunmehr Kurs in Richtung Kap Tscheljuskin an der Spitze der Taimyrhalbinsel, des nördlichsten Festlandpunkts des eurasischen Kontinents. Dabei machten die Expeditionsteilnehmer auch Erfahrung mit dem Strömungsphänomen Totwasser, bei dem die Fahrt eines Schiffes durch die Reibung einer Süßwasserschicht behindert wird, die sich auf dem dichteren Salzwasser absetzt. Dichtes Packeis verlangsamte das Vorwärtskommen und Ende August war das Schiff im Eis für vier Tage gefangen, in denen die Mannschaft den Dampfkessel reparierte und reinigte. Am 9. September 1893 öffnete sich eine breite, eisfreie Rinne und die Fram umrundete als erstes Schiff nach Nordenskiölds Vega im Jahr 1878 Kap Tscheljuskin, um in die Laptewsee einzufahren.
Da Packeis eine Fahrt zur Mündung des Olenjok verhinderte, wo eine zweite Gruppe von Schlittenhunden an Bord genommen werden sollte, ließ Nansen nunmehr einen nordöstlichen Kurs in Richtung der Neusibirischen Inseln eingeschlagen. Er hoffte, auf freies Wasser bis zu einer nördlichen Breite von 80° zu treffen. Diese Hoffnung zerschlug sich, als man am 20. September noch südlich des 78. Breitengrades Eis sichtete. Die Fram fuhr an der Eiskante entlang, bevor sie schließlich jenseits 78° nördlicher Breite in einer kleinen Bucht ankerte. Am 28. September erkannte Nansen, dass das Eis nicht aufbrechen würde. In Vorbereitung auf die Eisdrift quartierte die Mannschaft die Hunde aus den beengten Verschlägen an Bord in eigens auf dem Eis errichtete Hundehütten ein. Am 5. Oktober wurde das Steuerruder an Bord gehievt und das Schiff gemäß der Darstellung Scott-Hansens „gründlich und gewissenhaft für den Winter festgemacht“. Seine Position lag bei 79° N, 133° O.

### Erste Phase der Eisdrift

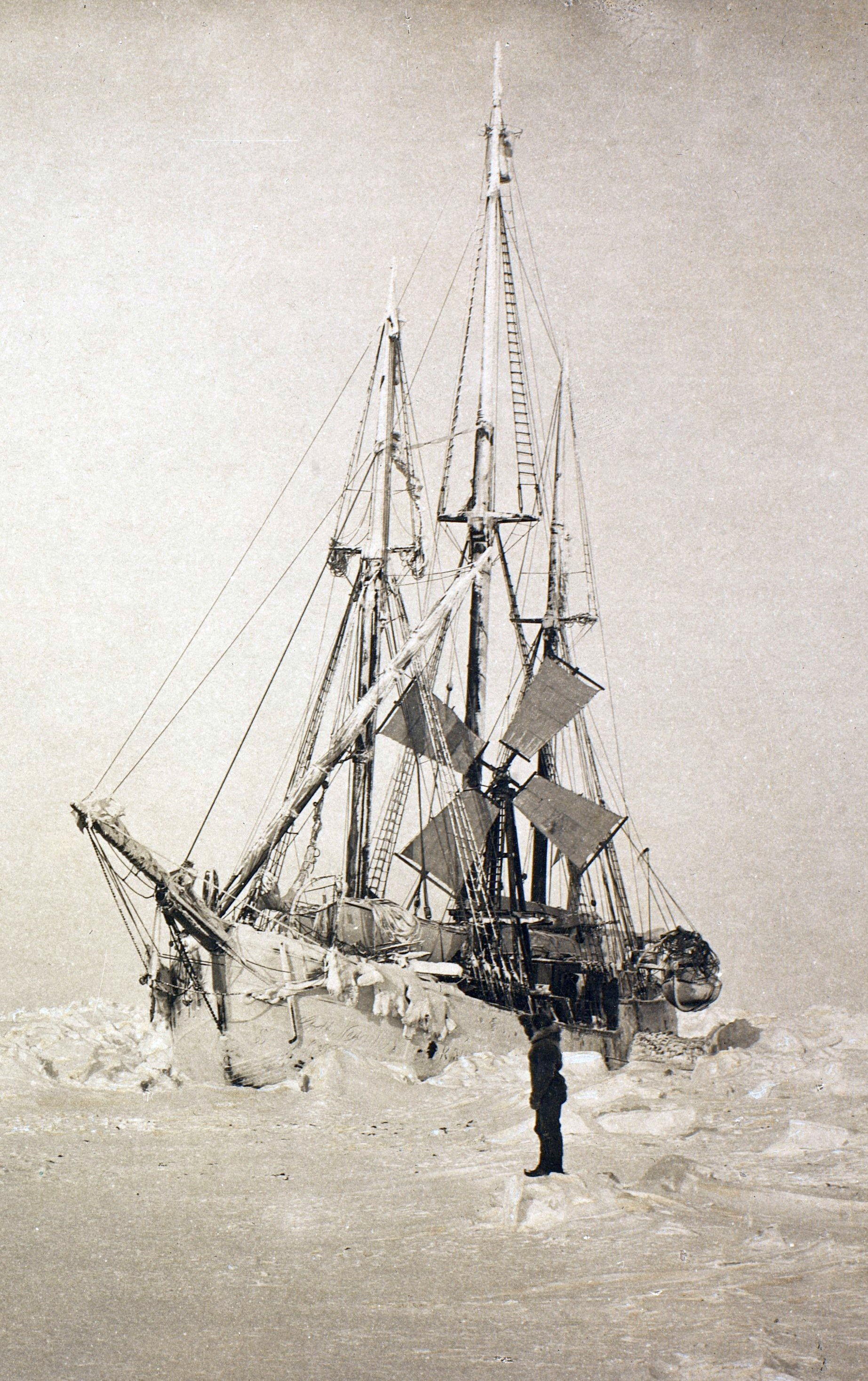
Die Fram im Packeis eingeschlossen (März 1894). Der Windgenerator (Bildmitte) lieferte Strom für die elektrische Beleuchtung des Schiffs.

Am 9. Oktober 1893 war die Fram erstmals dem Eisdruck ausgesetzt. Archers Rumpfdesign bewährte sich nun, da das Schiff bei steigendem Eisdruck angehoben wurde und bei nachlassendem Eisdruck niedersank, ohne dass das Eis einen Angriffspunkt am Schiffskörper fand. Andererseits verliefen die ersten Wochen im Packeis enttäuschend, da die Eisdrift das Schiff unvorhersehbar zeitweilig nach Norden, zeitweilig nach Süden bewegte. Am 19. November befand sich das Schiff nach sechswöchiger Eisdrift auf einer südlicheren Breite als zu Beginn.
Nachdem am 25. Oktober die Polarnacht einsetzte, erhellte elektrisches Licht mit Strom von einem windgetriebenen Generator das Schiff. Der Alltag an Bord war zu dieser Zeit von eintöniger Routine und Langeweile bestimmt. Die Männer waren gereizt und gelegentlich kam es zu handgreiflichen Auseinandersetzungen. Um dieser Entwicklung entgegenzuwirken, plante Nansen die gemeinsame Erstellung eines Expeditionsmagazins. Dieses Projekt stieß bei den anderen Expeditionsteilnehmern jedoch auf nur wenig Interesse. Kurze Erkundungsgänge und einige wissenschaftliche Messungen blieben die einzige Abwechslung. Nansen brachte seine Frustration in seinem Tagebuch zum Ausdruck: „Ich fühle, dass ich diese Leblosigkeit, diese Trägheit durchbrechen und ein Ventil für meine Tatkraft finden muss.“ Einige Tage später schrieb er: „Kann nicht irgendetwas passieren? Kann nicht ein Wirbelsturm aufziehen und dieses Eis aufbrechen?“ Erst zum Jahreswechsel 1893/1894 bewegte die Eisdrift das Schiff in eine konstantere nördliche Richtung. Am 2. Februar überquerte die Fram schließlich 80° nördliche Breite.
Aufgrund der unvorhersehbaren Driftrichtung und der geringen Driftgeschwindigkeit errechnete Nansen, dass es bis zu fünf Jahre dauern könnte, bis das Schiff auf diese Weise den Nordpol erreicht. Im Januar 1894 hatte Nansen mit Henriksen und Johansen die Möglichkeiten einer Reise per Hundeschlitten zum Nordpol diskutiert, ohne jedoch konkrete Maßnahmen diesbezüglich zu ergreifen. Nansens erste Versuche mit den Schlittenhunden waren wenig erfolgreich, doch er ließ sich nicht entmutigen und erzielte zunehmend bessere Resultate. Dabei machte er die Erfahrung, dass er auf Langlaufskiern die gleiche Geschwindigkeit erreichen konnte wie Hunde, die einen voll beladenen Schlitten zogen. Nach Einschätzung des Polarhistorikers Roland Huntford war diese Erkenntnis ein Durchbruch in der Entwicklung polarer Fortbewegungsmittel. Am 19. Mai, zwei Tage nach der Feier zum norwegischen Verfassungstag, erreichte die Fram 81° nördliche Breite. Zwar hatte sich die Driftgeschwindigkeit etwas erhöht, betrug aber nach wie vor deutlich weniger als zwei Kilometer pro Tag. Mehr und mehr überzeugt davon, dass der Nordpol nur per Hundeschlitten erreicht werden könne, ließ Nansen im September die Männer täglich zwei Stunden mit den Skiern trainieren. Am 16. November 1894 gab er seine Absichten der Mannschaft bekannt: Er selbst und ein Begleiter würden das Schiff verlassen, sobald eine nördliche Breite von 83° erreicht war. Nachdem sie den Nordpol erreicht hätten, würden sich die beiden Männer auf den Rückweg nach Franz-Josef-Land und schließlich nach Spitzbergen begeben, um dort von der Fram für die Heimreise aufgenommen zu werden. Drei Tage später bat Nansen den erfahrensten Hundeführer seiner Mannschaft, Fredrik Hjalmar Johansen, ihn auf dieser Reise zu begleiten.
In den folgenden Monaten bereitete sich die Mannschaft für den geplanten Marsch zum Nordpol vor. Die Schlitten wurden für ein zügiges Vorwärtskommen in unebenem Gelände präpariert. Die Expeditionsteilnehmer bauten ferner Kajaks nach dem Vorbild der Eskimos für Fahrten in offenem Gewässer. Unzählige Male ließ Nansen Kleidung und andere Ausrüstung erproben. Am 3. Januar 1895 erschütterten heftige und lang andauernde Stöße das Schiff. In Erwartung, dass die Fram vom Eis zerdrückt werde, ging die Mannschaft zwei Tage später von Bord. Doch der Eisdruck nahm ab und die Mannschaft setzte ihre Vorbereitungen an Bord fort. Am 8. Januar erreichte die Fram eine Breite von 83° 34′ N, womit Nansens Expedition den alten Nordrekord vom 13. Mai 1882 durch Brainard, Lockwood und Christiansen bei 83° 23,8′ N gebrochen hatte.

### Marsch nach Norden

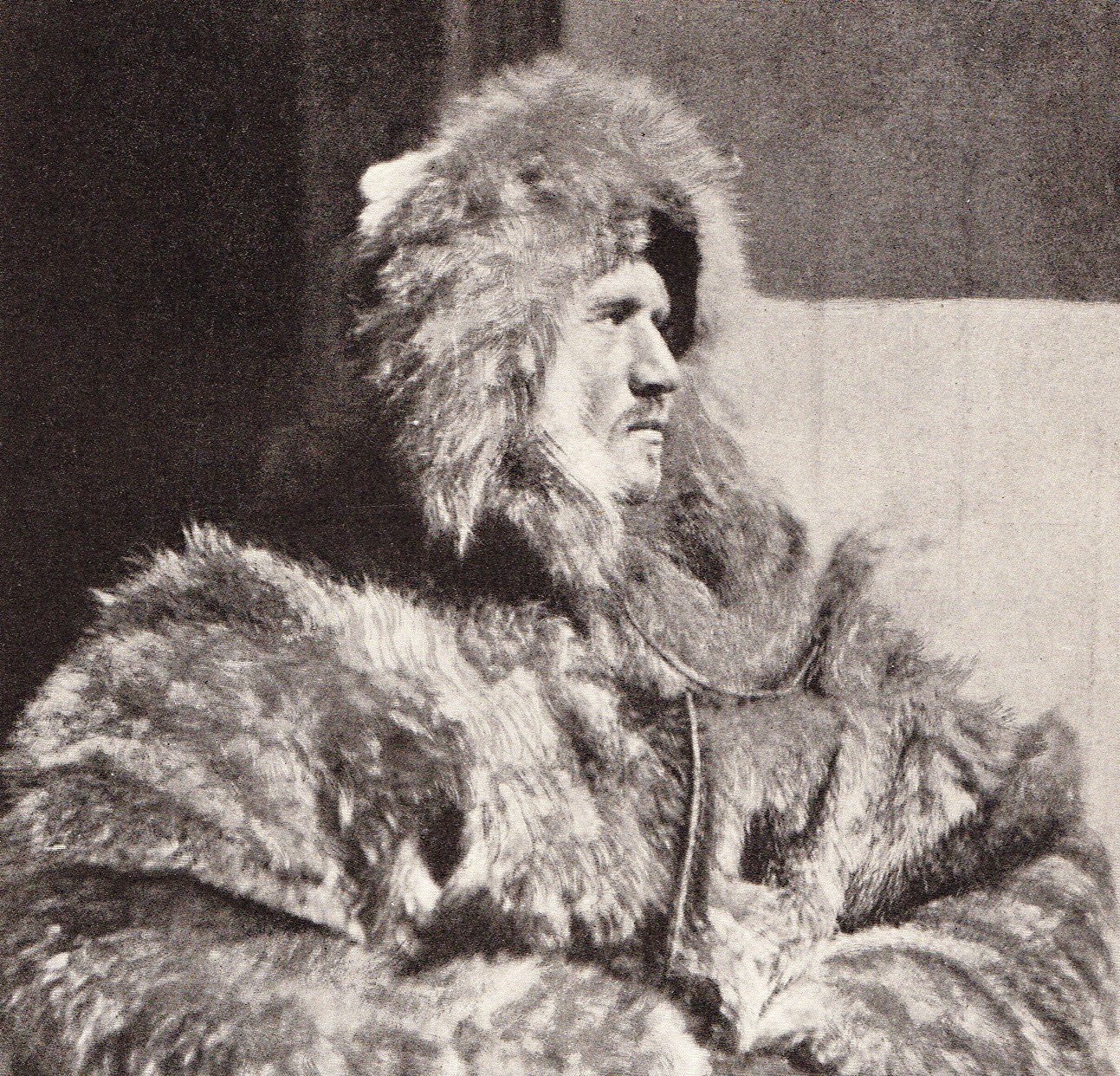
Fredrik Hjalmar Johansen, der Heizer der Fram und Schlittenhundexperte, den Nansen als Begleiter für den Marsch zum Nordpol auswählte

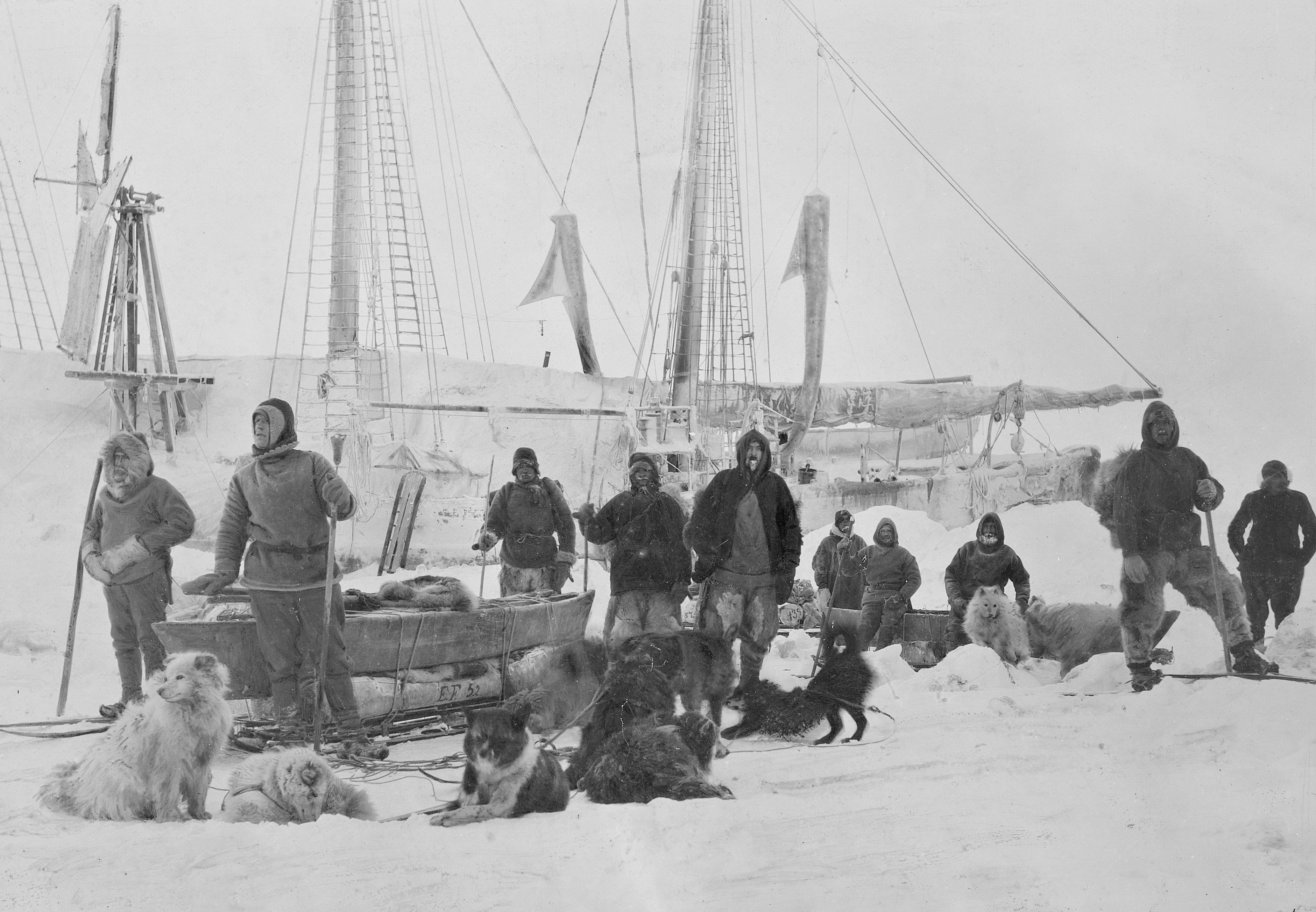
Nansen (zweiter von links) und Johansen (vierter von rechts) beim Aufbruch zum Marsch Richtung Nordpol am 14. März 1895

Am 17. Februar 1895 verfasste Nansen einen Abschiedsbrief an seine Frau Eva für den Fall des Scheiterns der Expedition. Ferner las er in den folgenden Wochen die verfügbare Literatur über Franz-Josef-Land, das geplante Rückzugsgebiet nach dem Marsch zum Pol. Die Inselgruppe war während der Österreichisch-Ungarischen Nordpolexpedition (1872–1874) entdeckt worden und bisher noch nicht vollständig kartiert. Nansen wusste jedoch aus den Beschreibungen Julius von Payers, dass es dort zahlreiche Eisbären und große Robbenbestände gab, die als mögliche Nahrungsquellen für den Rückweg in die Zivilisation infrage kamen.
Am 14. März, als die Fram eine Breite von 84° 4′ N erreicht hatte, brachen Nansen und Johansen zu ihrem Marsch auf. Es war bereits der dritte Anlauf. Am 26. und 28. Februar waren die beiden Männer, nachdem sie beide Male kurze Distanzen zurückgelegt hatten, wegen Beschädigungen an ihren Schlitten zum Schiff zurückgekehrt. Vor dem neuerlichen Aufbruch ließ Nansen die gesamte Ausrüstung überholen und minimierte das Reisegepäck. Letztere Maßnahme und eine Neuberechnung der Nutzlast ließen es zu, das gesamte Transportgut auf drei statt wie zuvor auf vier Schlitten zu verteilen. Nansen und Johansen wurden auf der ersten Tagesetappe von einer Begleitmannschaft unterstützt. Am Folgetag setzten sie ihre Reise allein fort.
Das Gelände, welches beide Männer auf dem Weg nach Norden durchschritten, bestand vorwiegend aus ebenen Schneefeldern. Nansen hatte festgelegt, die fehlenden 660 Kilometer bis zum Nordpol innerhalb von 50 Tagen zurückzulegen, was einem Tagespensum von umgerechnet 13 Kilometern entsprach. Eine Positionsbestimmung mittels eines Sextanten am 22. März ergab, dass sie trotz eisiger Temperaturen von bis zu −40 °C und einiger Rückschläge, zu denen unabhängig davon auch der Verlust des Distanzmessers zählte, bis dahin 120 Kilometer mit einem Tagespensum von 17 Kilometern zurückgelegt hatten. Das Gelände wurde jedoch zunehmend uneben, was das Vorwärtskommen auf Skiern erschwerte und verlangsamte. Eine Positionsbestimmung am 29. März ergab, dass sie innerhalb einer Woche nur 87 Kilometer näher an den Pol herangekommen waren und somit das anfänglich hohe Tagespensum nicht mehr eingehalten werden konnte. Zudem wich die am selben Tag vorgenommene Positionsbestimmung mittels Theodolit (85° 15′ N) von derjenigen mittels Sextant (85° 56′ N) auf unerklärliche Weise ab und die beiden Männer wussten nicht, welche der beiden Messungen nun die richtige war.
Sie erkannten, dass sie gegen eine südliche Eisdrift anmarschierten und sie mit den täglich zurückgelegten Distanzen den restlichen Weg zum Pol weit weniger verkürzten als erhofft. Aus Johansens Tagebuch geht die zunehmende Mutlosigkeit der beiden Männer hervor: „Alle meine Finger sind zerstört. Die Handschuhe sind steifgefroren … Es wird schlimmer und schlimmer … Gott weiß, was aus uns wird.“
Am 3. April, nach Tagen mühevollen Vorwärtskommens, kam Nansen zu der Einsicht, dass der Nordpol trotz aller Anstrengungen außerhalb ihrer Reichweite liegen könnte. Auch wenn sie sich nun durch einfacheres Gelände bewegten, würden ihre Nahrungsvorräte nicht ausreichen, um zum Pol und dann noch nach Franz-Josef-Land zu gelangen. Eine Positionsbestimmung am nächsten Tag ergab ein enttäuschendes Ergebnis von 86° 3′ N. Nansen schrieb: „Ich bin mehr und mehr davon überzeugt, dass wir vorzeitig umkehren sollten.“ Nachdem sie ihr Lager am 7. April aufgeschlagen hatten, unternahm Nansen einen Erkundungsgang für ihren weiteren Weg nach Norden, doch das einzige, was er sah, war „ein wahres Durcheinander von Eisblöcken, das sich bis zum Horizont erstreckt“. Er entschied, nicht weiterzugehen und stattdessen Kap Fligely auf Franz-Josef-Land anzusteuern. Die letzte Positionsbestimmung am 8. April ergab eine nördliche Breite von 86° 13,6′, womit Nansen und Johansen den vorherigen Nordrekord um fast drei Breitengrade übertrafen.

### Rückzug nach Franz-Josef-Land

Karte von Franz-Josef-Land mit der Route von Nansen und Johansen (August 1895 bis Juni 1896)

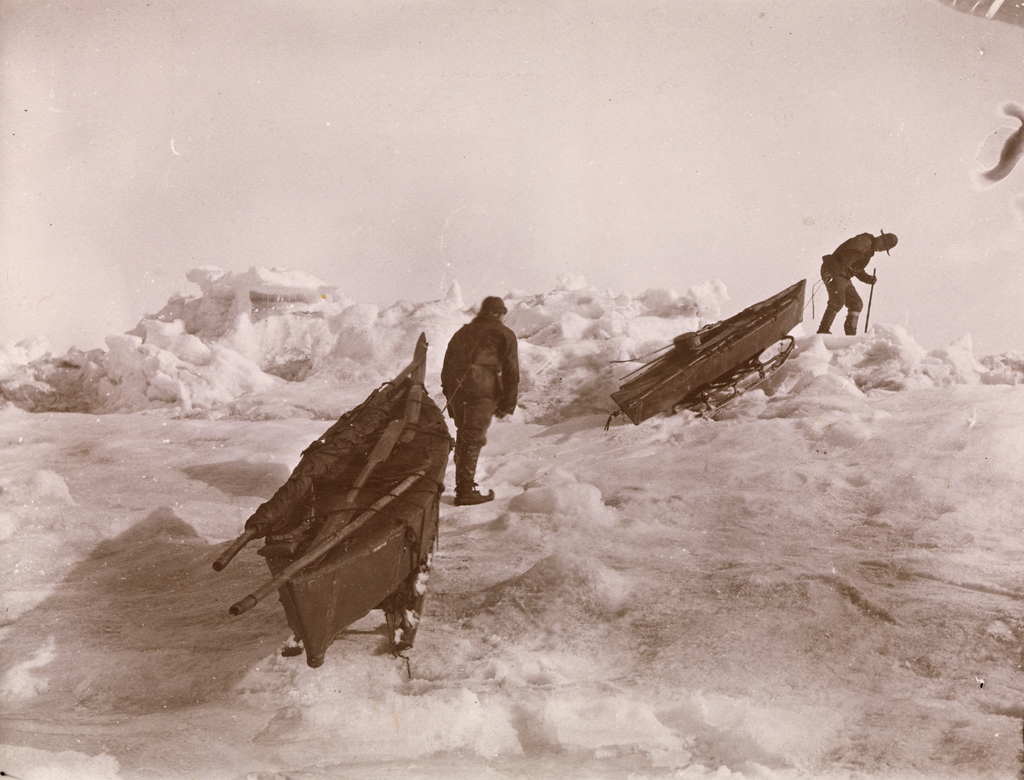
Johansen (links) und Nansen beim Ziehen ihrer auf Schlitten verladenen Kajaks über Presseisrücken

Durch die Richtungsänderung nach Südwesten trafen Nansen und Johansen auf deutlich bessere Marschbedingungen, wahrscheinlich weil sie nun parallel zu den Verwerfungen im Eis unterwegs waren statt direkt auf sie zuzulaufen. Sie kamen zügig voran und Nansen notierte am 13. April 1895: „Wenn es so weitergeht, wird der Rückweg schneller beendet sein, als ich gedacht habe.“ Dennoch gab es auch Rückschläge. Am selben Tag stellten beide Männer fest, dass ihre Chronometer stehengeblieben waren. Wenngleich Nansen den Vorgang herunterspielte, war dies ein ernster Zwischenfall. Durch den Ausfall der Chronometer konnten sie den Längengrad nicht exakt bestimmen, um hierdurch den richtigen Weg nach Franz-Josef-Land einzuhalten. Bewegten sie sich weiter westlich als Nansen glaubte, bestand die Gefahr, dass sie den Archipel verpassten und stattdessen auf den offenen Atlantik zuhielten.
Die Eisdrift bekam eine nordwestliche Richtung, was ihr Vorwärtskommen behinderte. Am 18. April, elf Tage nach ihrem Aufbruch vom nördlichsten Punkt ihres Marsches, hatten sie erst 74 Kilometer nach Süden zurückgelegt. Die beiden Männer durchschritten nunmehr ein brüchiges Gelände mit ausgedehnten Bereichen offenen Wassers. Am 21. April stießen sie zu ihrer Freude in einer Eisscholle auf ein großes Stück Treibholz als erstes Anzeichen einer belebten Natur jenseits der vermeintlich unbelebten Eiswüste, seit sie die Fram verlassen hatten. Johansen ritzte seine und Nansens Initialen sowie Datum und Längengrad hinein. Am 26. April entdeckten sie im Schnee die Fährte eines Polarfuchses. Später stießen sie auf weitere Fährten und Nansen nahm an, dass sie sich in der Nähe von Land befänden. Die am 9. Mai ermittelte Breite von 84° 3′ N war jedoch enttäuschend, denn Nansen hatte gehofft, sich inzwischen sehr viel weiter südlich zu befinden.
Einige Tage später sichteten sie Spuren von Eisbären und Ende Mai trafen sie auf große Gruppen von Robben, Seevögeln und Walen. Gemäß den Berechnungen Nansens hatten sie am 31. Mai 82° 21′ N erreicht. Kap Fligely lag nur noch 93 Kilometer von ihnen entfernt, sofern auch Nansens Längengradbestimmung stimmte. Im Zuge des wärmer werdenden Wetters begann das Eis aufzubrechen, was das Vorwärtskommen der beiden Männer abermals erschwerte. Seit dem 24. April hatten sie in regelmäßigen Abständen einen Teil ihrer Schlittenhunde getötet und an die anderen verfüttert. Anfang Juni waren von den ursprünglich 28 Tieren nur noch sieben übrig. Am 21. Juni ließen sie einen Großteil ihrer Ausrüstung und Versorgungsgüter zurück, um fortan mit leichtem Gepäck unterwegs zu sein und sich von Robben und Seevögeln zu ernähren, die sie unterwegs erlegten. Am nächsten Tag schlugen sie ihr Quartier auf einer Eisscholle auf. In den nächsten vier Wochen waren die Männer dort damit beschäftigt, defekte Teile der verbliebenen Ausrüstung zu reparieren, feuchtgewordene Munition zu trocknen und die Seetüchtigkeit ihrer Kajaks zu überprüfen. Der lange Aufenthalt diente jedoch insbesondere der Erholung für den weiteren Weg.
Am 24. Juli, einen Tag nachdem sie sich wieder auf den Weg gemacht hatten, erblickte Nansen zum ersten Mal nach zweijähriger Drift und Wanderung durch die Eiswüste des Arktischen Ozeans Land. Er schrieb: „Endlich ist das Wunder eingetreten – Land, Land, nachdem wir schon fast den Glauben daran verloren hatten!“ In den folgenden Tagen hielten sie auf diese Landmasse zu und Ende Juli hörten sie aus der Ferne das Geräusch anlandender Brandung. Am 5. August überlebten sie den Angriff eines Eisbären, der offenbar ihrer Fährte gefolgt war. Zwei Tage später erreichten sie die Eiskante; eine offene Wasserfläche trennte sie vom direkten Zugang zum Land. Noch am selben Tag töteten sie ihre letzten beiden Hunde, bauten ihre Kajaks mittels der Schlitten und Skier zu einem Katamaran um und brachen zur Überfahrt auf.
Nansen benannte die erste angesteuerte Insel, deren heutiger Name Eva-Liv-Insel lautet, nach seiner Ehefrau Eva’s Island. Nachdem sie an der Küste ihr Lager aufgeschlagen hatten, stiegen sie auf eine Anhöhe, um einen Überblick zu gewinnen. Sie befanden sich inmitten einer Inselgruppe, die sich jedoch nicht mit ihrer unvollständigen Karte von Franz-Josef-Land in Übereinstimmungen bringen ließ. Nansen taufte sie „Hvidtenland“ (norwegisch für „Weißes Land“). Ihre Hoffnung bestand darin, auf dem weiteren Weg nach Süden eine Landmarke auszumachen, die sich eindeutig zuordnen ließ. Am 16. August identifizierte Nansen eine Landspitze als Kap Felder, welches laut Payers Karte an der Westküste von Franz-Josef-Land zu finden war. Das Ziel lautete nun, den sogenannten Eira Harbour am südwestlichen Ende des Archipels und dort eine Hütte mit Versorgungsgütern zu erreichen, die von der britischen Arktisexpedition (1881–1882) unter Benjamin Leigh Smith errichtet worden war. Wechselnde Winde und treibendes Eis gefährdeten jedoch die Weiterfahrt in den Kajaks, so dass Nansen am 28. August entschied, aufgrund des nahenden Polarwinters an der Südwestküste der später als Jackson-Insel bekannten Insel ein Winterlager aufzuschlagen, um dort bis zum kommenden Frühjahr zu warten.

### Marsch zum Kap Flora

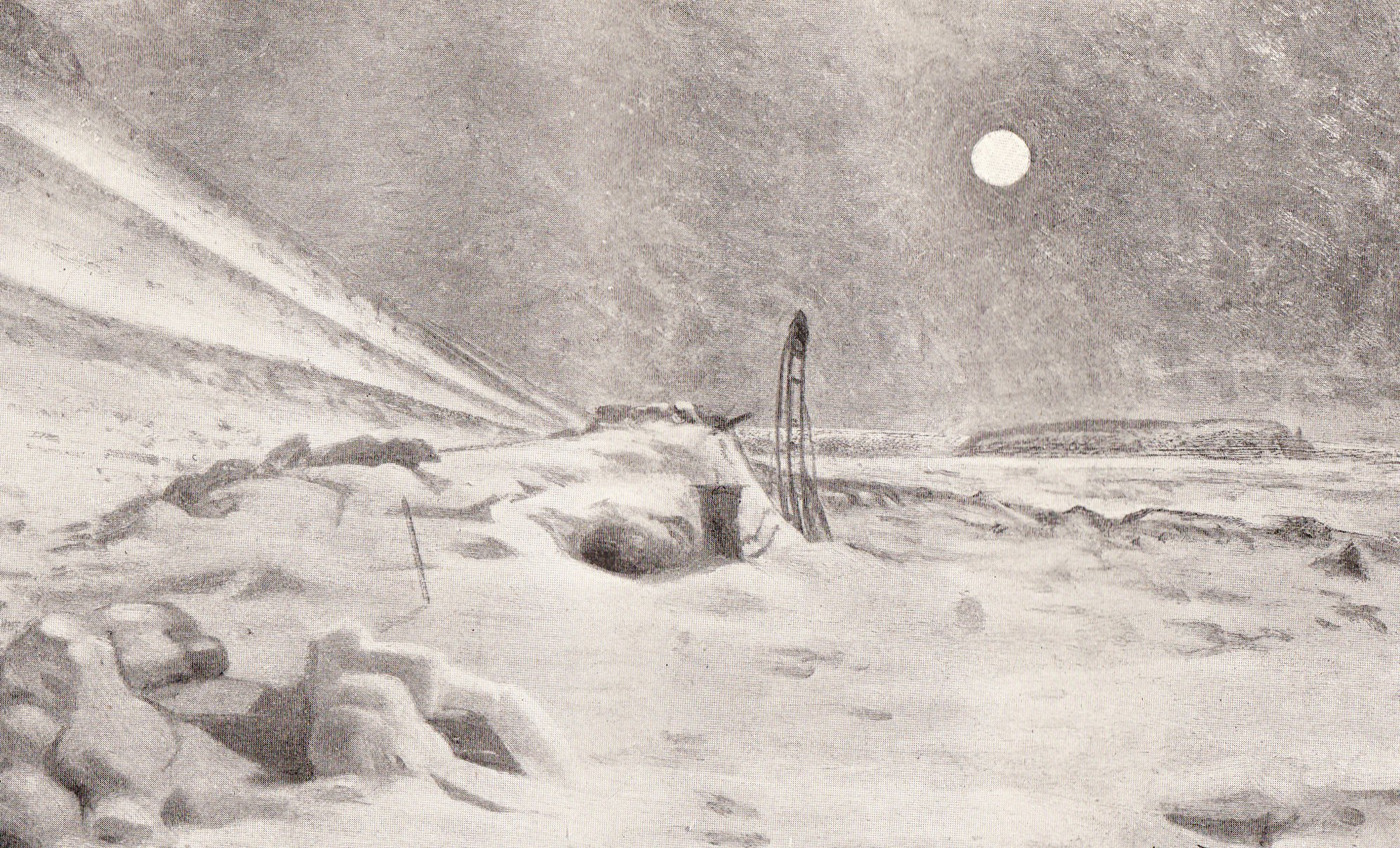
Das Winterquartier von Nansen und Johansen auf der Jackson-Insel am 31. Dezember 1895.

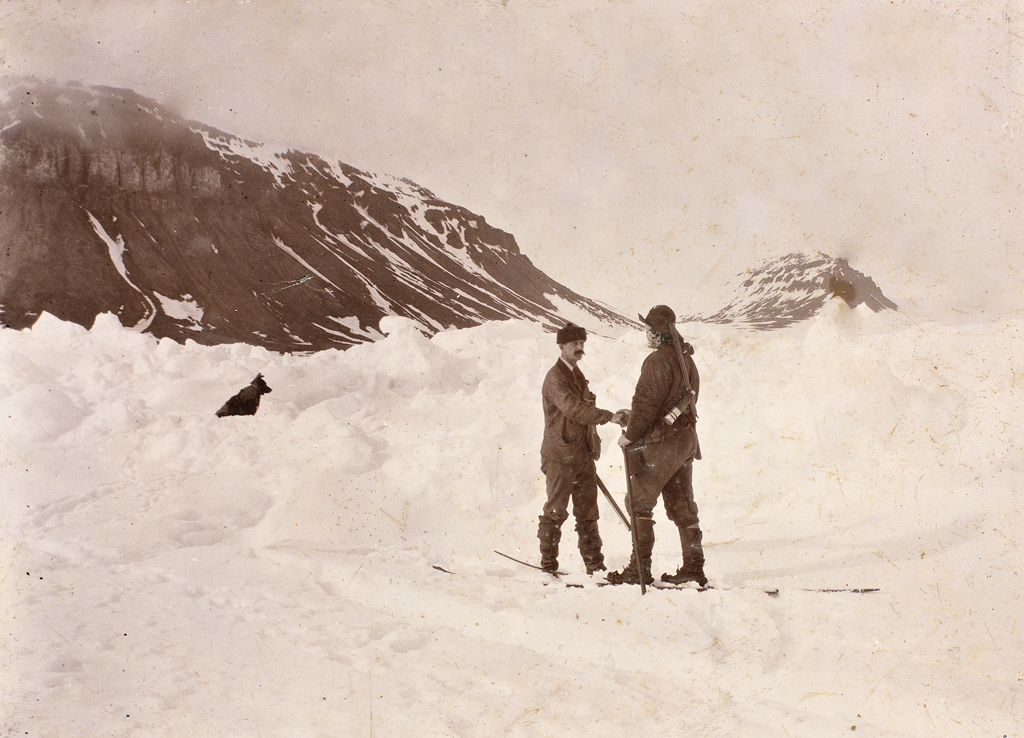
Begegnung zwischen Nansen (rechts) und Jackson (links) am Kap Flora am 17. Juni 1896 (nachgestellte Szene)

Nansen und Johansen fanden einen geeigneten Standort für ihr Winterquartier in einer geschützten Bucht, in der geeignetes Baumaterial in Form von Felsblöcken und Moos vorrätig war. Sie gruben eine Höhle von etwa einem Meter Tiefe in den Schnee, errichteten Wände aus losem Geröll und Steinen und spannten ein Dach aus Walrosshaut über das Gebilde. Aus Walrossknochen fertigten sie zudem einen Kamin an. Ihr Unterstand, den sie kurz „Das Loch“ nannten, war am 28. September 1895 fertiggestellt und für die nächsten acht Monate ihr Zuhause. Ihre Situation war zwar unbequem, jedoch nicht lebensbedrohlich. Jagbares Wild stand ihnen ausreichend zur Verfügung. Der Hauptfeind war wieder einmal die Langeweile. Um sich die Zeit zu vertreiben, lasen sie im Licht einer Tranlampe mehrfach Nansens Segelalmanach und Navigationstabellen.
Weihnachten feierten die beiden Männer mit Schokolade und Brot aus ihren Schlittenrationen. Am Silvestertag bot Nansen nach der Schilderung Johansens ihm das „Du“ an, nachdem sie sich bis dahin formell als „Herr Johansen“ und „Professor Nansen“ angesprochen hatten. Mit Beginn des neuen Jahres fertigten sie sich in Vorbereitung auf die Weiterreise bei wärmerem Wetter einfache Jacken und Hosen aus einem ausgemusterten Schlafsack an. Nach weiteren Wochen der Vorbereitung setzten sie ihren Marsch schließlich am 19. Mai 1896 fort. Nansen hinterließ in der Hütte eine Nachricht: „Wir gehen nach Südwesten, der Landmasse folgend, um nach Spitzbergen zu gelangen.“
Für mehr als zwei Wochen folgten sie der Küstenlinie südwärts. Erneut schien keine Landmarke mit ihrer Karte von Franz-Josef-Land übereinzustimmen und Nansen fragte sich, ob sie sich möglicherweise auf bisher unkartiertem Gebiet zwischen Franz-Josef-Land und Spitzbergen befanden. Durch eine Wetteränderung am 4. Juni konnten sie ihren Weg erstmals seit dem Aufbruch vom Winterlager in den Kajaks fortsetzen. Eine Woche später konnte Nansen beide Boote nur durch einen Sprung ins eisige Wasser retten, nachdem jene wegen unzureichender Vertäuung abgetrieben waren. Er erreichte sie mit letzter Kraft und schaffte es gerade noch, sich an Bord zu hieven.
Nachdem Walrosse am 13. Juni beide Kajaks beschädigt hatten, hielt die notwendige Reparatur Nansen und Johansen erneut auf. Als sie sich am 17. Juni wieder auf den Weg machen wollten, glaubte Nansen, das Gebell von Hunden zu hören. Nur wenig später vernahm er Stimmen und erblickte schließlich eine menschliche Gestalt. Es handelte sich dabei um Frederick George Jackson, der nach Nansens Absage seine eigene Expedition nach Franz-Josef-Land organisiert und sein Hauptquartier am Kap Flora auf der Northbrook-Insel, der südlichsten Landmasse der Inselgruppe, aufgeschlagen hatte. Gemäß Jacksons eigener Darstellung habe er in einer ersten Reaktion auf die Begegnung mit Nansen geglaubt, es handelte sich bei ihm möglicherweise um einen schiffbrüchigen Matrosen seines Versorgungsschiffs Windward, das er in diesem Sommer erwartete. Als sie sich näher kamen, sah Jackson „einen großgewachsenen Mann, der einen weichen Filzhut trug, in lockerer, weit ausladender Kleidung und mit langem, zotteligen Haar und Bart, überall verrußt von schwarzer Schmiere.“ Nach einem Moment betretenen Schweigens erkannte Jackson sein Gegenüber: „Sie sind Nansen, nicht wahr?“, woraufhin jener antwortete: „Ja, ich bin Nansen.“
Jackson brachte Nansen und Johansen in sein Basislager, wo die beiden Männer zunächst für Fotos posierten. Bei einem der Fotos wurde die Begegnung zwischen Nansen und Jackson nachgestellt. Erst danach nahmen sie ein Bad und ließen sich die Haare schneiden. Trotz der Torturen schienen beide in körperlich guter Verfassung zu sein. Nansen hatte seit Beginn der Expedition neuneinhalb Kilogramm Gewicht zugelegt, bei Johansen waren es fast sechs Kilogramm. Zu Ehren ihres Erretters benannte Nansen die Insel, auf der sie ihr Winterlager aufgeschlagen hatten, „Frederick-Jackson-Insel“. In den folgenden sechs Wochen gab es für Nansen und Johansen nur wenig zu tun, außer auf die Ankunft der Windward zu warten. In der Befürchtung, den kommenden Winter am Kap Flora verbringen zu müssen, bedauerte Nansen es zwischenzeitlich, nicht mit Johansen weiter nach Spitzbergen marschiert zu sein. Johansen bemerkte in seinem Tagebuch, dass Nansen von seiner überheblichen Art zu Beginn der Expedition inzwischen zu einer gemäßigten und rücksichtsvollen Gemütslage gewechselt hatte, fest davon überzeugt, eine solche Reise nie wieder in Angriff zu nehmen. Am 26. Juli traf die Windward schließlich am Kap Flora ein. Am 7. August segelte das Schiff mit Nansen und Johansen an Bord Richtung Norwegen. Sie erreichten Vardø am 13. August 1896 und Nansen verschickte Telegramme über seine sichere Rückkehr.

### Zweite Phase der Eisdrift

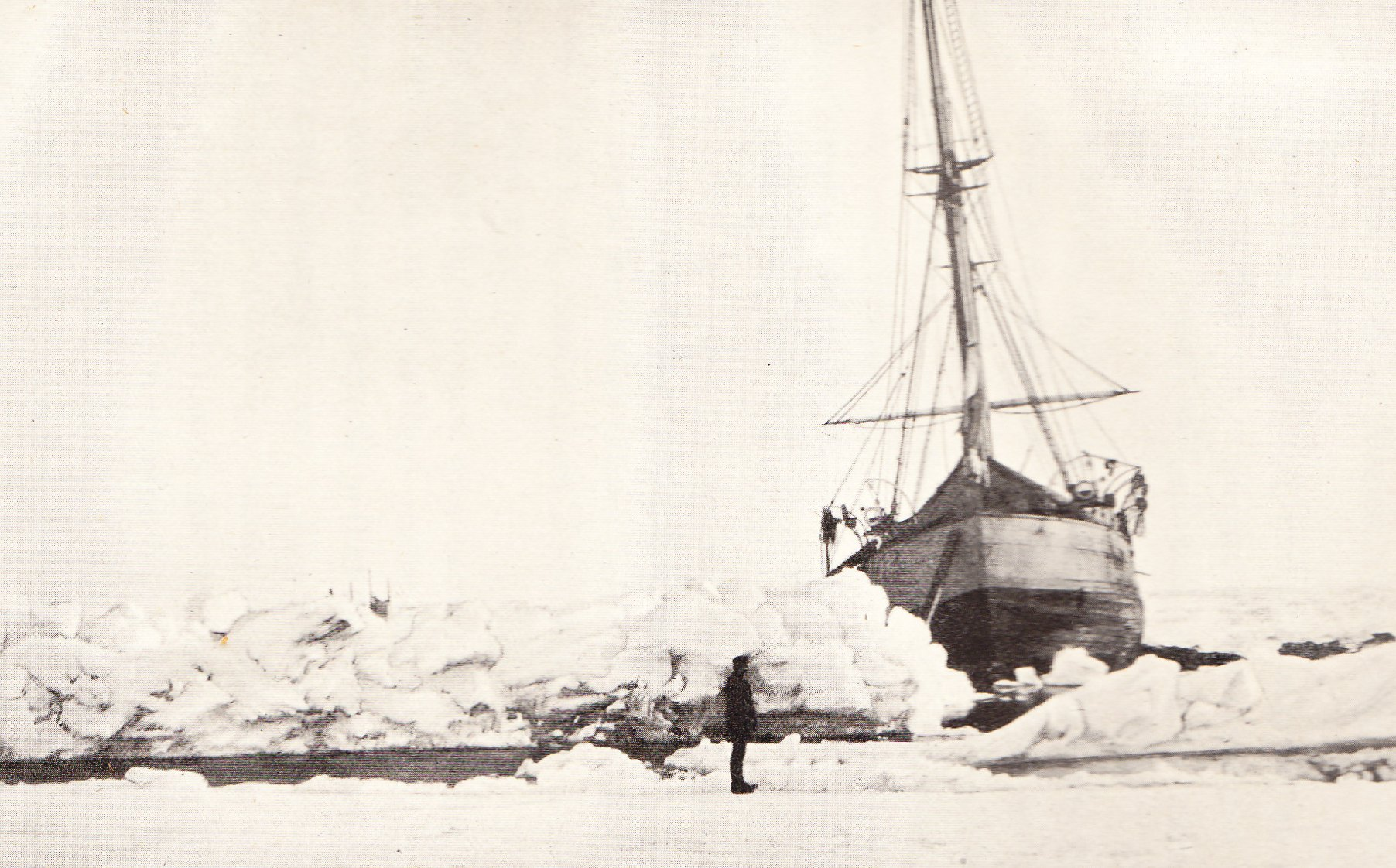
Die Fram vor einer offenen Wasserrinne im Frühsommer 1896

Bevor Nansen zusammen mit Johansen die Fram im März 1895 verlassen hatte, hatte er Kapitän Otto Sverdrup zum Führer der restlichen Expeditionsmannschaft ernannt. Sverdrup hatte die Order erhalten, mit der Eisdrift bis zum Erreichen des Atlantiks fortzufahren, oder sich im Fall des Untergangs des Expeditionsschiffs mit den übrigen Expeditionsteilnehmern zum nächstgelegenen Land zu begeben. Nansen hatte konkrete Instruktionen zur Fortsetzung der wissenschaftlichen Arbeiten, insbesondere der Tiefenmessung und der Bestimmung der Eisdicke, hinterlegt. Diese endeten mit dem Satz: „[…] und mögen wir uns in Norwegen wiedersehen, ob an Bord des Schiffes oder ohne dieses.“
Sverdrups Hauptaufgabe bestand darin, die Expeditionsmannschaft zu beschäftigen. Er ließ das Schiff von Grund auf reinigen und Eis abschlagen, als die Fram drohte, durch dieses in Schlagseite zu geraten. Auch wenn keine unmittelbare Gefahr bestand, dass das Schiff kenterte, befahl Sverdrup dennoch die Instandsetzung der Schlitten und die Überprüfung der Vorräte, um wenn nötig das Schiff aufgeben und an Land gehen zu können. Als sich das Wetter im Sommer 1895 besserte, verordnete der Kapitän den übrigen Expeditionsteilnehmern ein tägliches Skitraining. Neben diesen Tätigkeiten wurde unter der Leitung Scott-Hansens ein umfassendes meteorologisches, magnetologisches und ozeanographisches Untersuchungsprogramm absolviert.
Mit Fortdauer der Eisdrift ergaben mehrfach durchgeführte Tiefenmessungen, dass sich das Schiff nicht in unmittelbarer Nähe einer bisher unentdeckten Landmasse befand. Am 15. November erreichte die Fram eine Breite von 85° 55′ N und war damit nur 35 Kilometer weiter südlich als die von Nansen und Johansen erreichte nördlichste Breite. Von da an bewegte die Eisdrift das Schiff in konstant südwestliche Richtung, wenngleich die Drift kaum merklich war. Untätigkeit und Langeweile führten bei den Expeditionsteilnehmern zu vermehrtem Alkoholkonsum. Scott-Hansen schrieb, dass Weihnachten und Neujahr „mit dem üblichen heißen Punsch und dem folgerichtigen Kater“ an ihnen vorüberzog und weiter: „Die Sauferei widert mich mehr und mehr an.“
Mitte März 1896 befand sich die Fram bei 84° N, 13° O und damit nördlich von Spitzbergen. Am 13. Juni öffnete sich eine Wasserrinne und die Fram entkam erstmals nach fast dreijähriger Drift dem Eis. Es dauerte jedoch noch bis zum 13. August, bevor das Schiff mit einem feierlichen Salutschuss der Bordkanone endgültig nordwestlich von Spitzbergen ins offene Wasser gelangte, was Nansens ursprüngliche Annahme über die Richtung der Eisdrift bestätigte. Später am selben Tag stieß die Fram auf den Robbenfänger Søstrone aus Tromsø. Als Sverdrup an Bord ging, erfuhr er, dass es keine Nachricht über das Schicksal von Nansen und Johansen gab. Die Fram lief anschließend Spitzbergen an, wo der schwedische Polarforscher Salomon August Andrée gerade seine Fahrt zum Nordpol im Wasserstoffballon vorbereitete. Nach einem kurzen Landaufenthalt begab sich Sverdrup mit der übrigen Mannschaft an Bord der Fram auf den Weg nach Norwegen.

### Zusammenkunft und Empfang in Norwegen

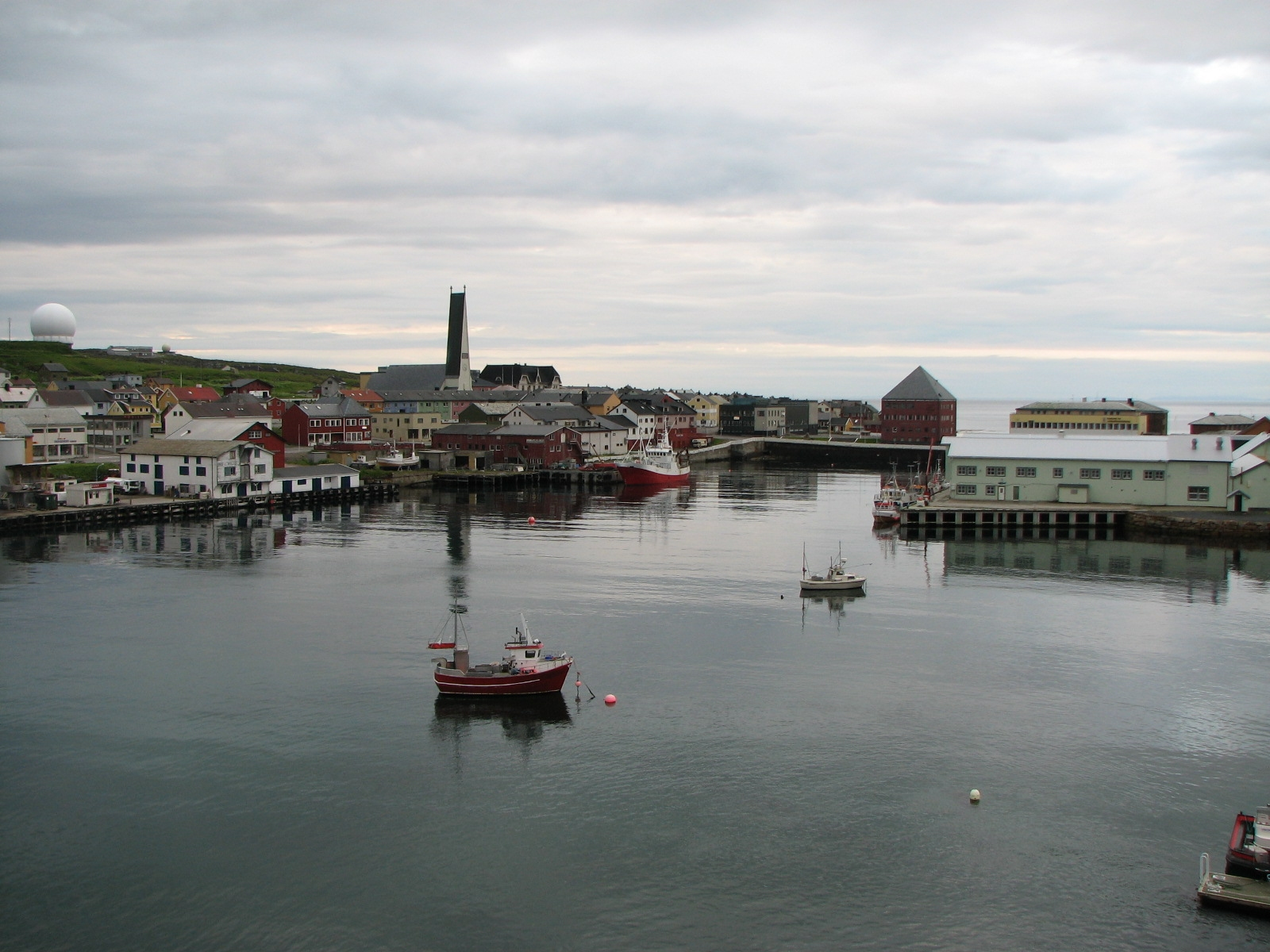
Der Hafen von Vardø, wo Nansen und Johansen am 13. August 1896 eintrafen

Bereits im Verlauf der Expedition kursierten Gerüchte, Nansen habe den Nordpol erreicht. Ein erster Artikel hierzu erschien im April 1894 in der französischen Zeitung Le Figaro. Im September 1895 wurde Nansens Frau Eva informiert, man habe Nachrichten ihres Mannes, „abgeschickt vom Nordpol“, entdeckt. Im Februar 1896 veröffentlichte die New York Times den Bericht eines vermeintlichen Agenten Nansens aus Irkutsk, in der von der „Entdeckung des Nordpols […] inmitten einer Bergkette“ die Rede war. Der Präsident der American Geographical Society (AGS), Charles P. Daly (1816–1899), nannte dies „verblüffende Nachrichten“ und weiter: „Falls es wahr ist, wäre dies seit einer Ewigkeit die wichtigste Entdeckung.“
Andere Fachleute waren diesbezüglich sehr viel skeptischer und als Nansen schließlich in Vardø eintraf, sahen sie sich bestätigt. Dort trafen Nansen und Johansen per Zufall auf Henrik Mohn, den Begründer der Theorie einer transpolaren Driftströmung. Am 18. August erreichten beide Polarforscher an Bord eines Postschiffes Hammerfest, wo man ihnen einen begeisterten Empfang bereitete. Zwei Tage später erhielt Nansen die Nachricht, dass Sverdrup mit der Fram wohlbehalten in Skjervøy eingetroffen war und die Fahrt nach Tromsø fortsetzte. Dort kam es am 21. August 1896 zu einem überschwänglichen Wiedersehen zwischen Nansen, Johansen und den übrigen Expeditionsteilnehmern.
Nach einigen Tagen der Erholung verließ die Mannschaft an Bord der Fram Tromsø am 26. August. Auf ihrer Rückfahrt wurden sie in jedem Zwischenhafen begeistert empfangen. Bei der Ankunft in Christiania am 9. September geleitete ein Geschwader von Kriegsschiffen die Fram in den Hafen der Stadt, wo laut Roland Huntford die größte Menschenmenge, die die Stadt bis dahin gesehen hatte, die Mannschaft frenetisch umjubelte. Während Nansen und seine Familie als Gäste des Königs in dessen Schloss residierten, wurde Johansen bei den Feierlichkeiten völlig übersehen. Hierzu schrieb er: „Nach alledem ist die Wirklichkeit nicht so wunderbar, wie sie [mir noch] inmitten unseres harten Daseins erschien.“

## Bewertung und Nachwirkung

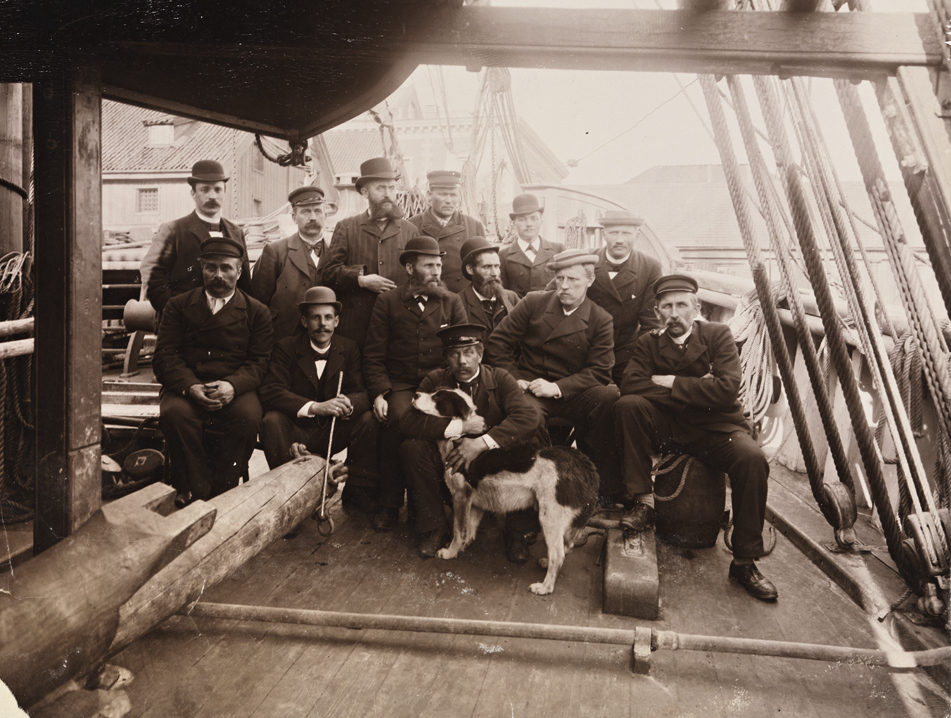
Die Expeditionsmannschaft nach der Rückkehr der Fram nach Christiania im September 1896. Hintere Reihe (v. l. n. r.): Blessing, Nordahl, Mogstad, Henriksen, Pettersen und Johansen. Vordere Reihe (v. l. n. r.): Bentzen, Scott-Hansen, Sverdrup, Amundsen (mit Hund), Jacobsen, Nansen und Juell.

Die übliche Praxis vorangegangener Polarexpeditionen war es, mit einer großen Teilnehmerzahl und hohem Materialaufwand vorzugehen. Hinzu kamen die durch die Reisen britischer Polarforscher traditionell angelsächsisch geprägten Techniken des Schiffbaus und die durch sie vorgegebene Auswahl von Kleidung und Nahrung, Zugtieren und alternativen Transportmöglichkeiten. Zu Letzteren gehörte das von Nansen als „sinnlose Plackerei“ kritisierte „Man-Hauling“, bei dem die gesamte Nutzlast auf Schlitten durch eigene Körperkraft zu Fuß gezogen wird. Wie sich im Rückblick zeigt, waren diese Strategien und Techniken häufig wenig erfolgreich, führten oftmals zum Verlust der Expeditionsschiffe und kosteten zahlreiche Expeditionsteilnehmer das Leben. Im Gegensatz dazu ermöglichte Nansens Strategie, sich auf eine kleine und gut ausgebildete Mannschaft zu verlassen und seine Bereitschaft, auf Erfahrungen der Samen und Eskimos zurückzugreifen, einen sicheren Verlauf der Expedition ohne größere technische Fehlschläge oder den Verlust von Menschenleben.
Wenngleich Nansens Expedition ihr Hauptziel verfehlte, als Erste den geographischen Nordpol zu erreichen, erbrachte sie dennoch bedeutende geographische Entdeckungen und allgemeinwissenschaftliche Erkenntnisse. Der damalige Präsident der Royal Geographical Society Sir Clements Markham war der Ansicht, dass die Expedition „die gesamte Fragestellung der arktischen Geographie“ beantwortet habe. Sie lieferte erstmals den Nachweis, dass der Nordpol weder auf Land noch auf einem dauerhaften Eisschild, sondern inmitten einer Zone beweglichen Packeises liegt. Der Arktische Ozean stellte sich als ein Tiefseebecken ohne nennenswerte Landmassen nördlich des eurasischen Kontinents dar, da sie die beobachtete Eisdrift ansonsten behindert hätten. Nansen schloss jedoch nicht aus, dass es Land in Polnähe nördlich des amerikanischen Kontinents geben könne. Die von Henrik Mohn aufgestellte Theorie der transpolaren Driftströmung hatte sich bestätigt. Ferner erkannte der schwedische Physiker Vagn Walfrid Ekman mithilfe der während der Eisdrift der Fram erhobenen Daten, dass die Meeresströmung von der vorherrschenden Windrichtung in einer charakteristischen Weise abwich, die er als „Korkenzieherströmung“ bezeichnete und die in Verbindung mit der durch die Erdrotation verursachten Corioliskraft steht. Das wissenschaftliche Beobachtungsprogramm der Expedition lieferte zum ersten Mal detaillierte ozeanographische Informationen über die Nordpolarregion. Die hier erzielten Ergebnisse wurden in sechs Bänden veröffentlicht.
Während der gesamten Expedition experimentierte Nansen mit der Ausrüstung, veränderte Form und Aufbau der Skier und Schlitten und erprobte die Tauglichkeit von Kleidung, Zelten und Kochutensilien, wodurch er die Techniken des polaren Reisens revolutionierte. In den Jahren nach der Fram-Expedition suchten namhafte Polarforscher den Rat Nansens bezüglich Ausrüstung und Fortbewegungsmitteln, wenngleich nicht alle seinen Ratschlägen folgten – zumeist zu ihrem Nachteil. Gemäß der Darstellung Roland Huntfords waren Roald Amundsen, Robert Falcon Scott und Ernest Shackleton, die als namhafteste Persönlichkeiten des Goldenen Zeitalters der Antarktisforschung gelten, allesamt Lehrlinge Nansens.
Nansens Errungenschaften wurden nie ernsthaft infrage gestellt, wenngleich er nicht frei von Kritik blieb. So stellte Robert Edwin Peary die Frage, weshalb Nansen und Johansen nach dem Marsch nach Norden nicht zum Schiff zurückgekehrt waren, nachdem dieses drei Wochen nach dem Abmarsch ihren Weg gekreuzt hatte: „Schämte er [Nansen] sich zurückzugehen nach so kurzer Zeit, oder gab es einen Streit … oder ging er aus sensationslüsternen Gründen oder aus Gewinnsucht nach Franz-Josef-Land?“ Adolphus Greely gestand seinen anfänglichen Irrtum über die Erfolgsaussichten der Expedition zwar ein, doch hob er insbesondere die vermeintliche Pflichtverletzung Nansens hervor, als dieser die anderen Expeditionsteilnehmer Hunderte von Kilometern von sicherem Land entfernt auf sich allein gestellt ihrem Schicksal überließ: „Es ist nicht nachvollziehbar, warum Nansen so sehr von der heiligsten Pflicht abweichen konnte, die einem Kommandanten einer Expedition zur See übertragen wird.“ Nansens Ansehen blieb hiervon unberührt. Ein Jahrhundert nach dieser Expedition bezeichnete der britische Polarforscher Wally Herbert die Reise der Fram als „eines der begeisterndsten Beispiele für wagemutige Klugheit in der Geschichte der Forschungsreisen.“
Die erste Forschungsreise der Fram war zugleich die letzte große Expedition Nansens. 1897 erhielt er eine Forschungsprofessur im Bereich Zoologie an der Universität von Christiania und wurde dort 1908 Lehrstuhlinhaber für Ozeanographie. Die Veröffentlichung seiner Reiseerlebnisse machte ihn finanziell unabhängig. In späteren Jahren diente er dem mittlerweile unabhängigen norwegischen Königreich in unterschiedlichen Positionen und erhielt 1922 in Anerkennung seiner Tätigkeit als Hochkommissar des Völkerbundes für Flüchtlingsfragen den Friedensnobelpreis. Fredrik Hjalmar Johansen gelang dagegen die Rückkehr ins normale Leben nicht mehr. Nach Jahren des ziellosen Umherirrens, privater Überschuldung und Alkoholsucht ermöglichte ihm Nansens Vermittlung 1910 die Teilnahme an der Südpolexpedition Roald Amundsens. Infolge einer heftigen Auseinandersetzung mit Amundsen im Basislager Framheim wurde Johansen von diesem aus der Gruppe ausgeschlossen, die den erfolgreichen Marsch zum Südpol unternahm. Er verfiel in tiefe Depression und beging kurze Zeit nach Rückkehr der Expedition Suizid. Otto Sverdrup blieb Kapitän der Fram und unternahm mit ihr und einer neuen Mannschaft, zu der auch Peter Henriksen gehörte, ab 1898 eine vierjährige Forschungsreise zum Kanadisch-Arktischen Archipel. In späteren Jahren half er bei der Beschaffung von Finanzmitteln zur Instandsetzung der Fram und zum Bau eines Museums, das eigens für das Schiff auf der Halbinsel Bygdøy errichtet wurde (siehe Frammuseum). Sverdrup starb im November 1930, nur sieben Monate nach Nansens Tod.
Der Nordrekord von Nansen und Johansen hatte etwas mehr als fünf Jahre Bestand, bevor am 24. April 1900 eine dreiköpfige Gruppe um den italienischen Polarforscher Umberto Cagni 86° 34′ N erreichte, nachdem sie von Franz-Josef-Land am 11. April mit Hunden und Schlitten aufgebrochen war. Die drei Männer schafften die Rückkehr mit knapper Not, während eine dreiköpfige Unterstützungsgruppe spurlos verschwand.
Nansens Fram-Expedition war Vorbild für die von 2019 bis 2020 unter Federführung des Alfred-Wegener-Instituts durchgeführte MOSAiC-Expedition.

### Zitierte Literatur
- Pierre Berton: The Arctic Grail. Viking Penguin, New York, NY 1988, ISBN 0-670-82491-7.
- T. C. Fairley: Sverdrup’s Arctic Adventures. Longmans, Green, London 1959.
- Fergus Fleming: Ninety Degrees North. Granta Publications, London 2002, ISBN 1-86207-535-2 (eingeschränkte Vorschau in der Google-Buchsuche).
- Wally Herbert: The Noose of Laurels. Hodder & Stoughton, London 1989, ISBN 0-340-41276-3.
- Clive Holland (Hrsg.): Farthest North. Robinson Publishing, London 1994, ISBN 1-84119-099-3.
- Roland Huntford: The Last Place on Earth. Pan Books, London 1985, ISBN 0-330-28816-4.
- Roland Huntford: Nansen. Abacus, London 2001, ISBN 0-349-11492-7.
- Frederick Jackson: The Lure of Unknown Lands. G. Bell and Sons, London 1935.
- Max Jones: The Last Great Quest. Oxford University Press, Oxford 2003, ISBN 0-19-280483-9 (eingeschränkte Vorschau in der Google-Buchsuche).
- Fridtjof Nansen: Farthest North. Harper & Bros., New York / London 1897 (Vol. I – Internet Archive, Vol. II – Internet Archive).
- Diana Preston: A First Rate Tragedy. Constable & Co., London 1997, ISBN 0-09-479530-4 (eingeschränkte Vorschau in der Google-Buchsuche).
- Beau Riffenburgh: Nimrod. Bloomsbury Publications, London 2005, ISBN 0-7475-7253-4.

### Ergänzende deutschsprachige Literatur
- Fridtjof Nansen: In Nacht und Eis: Band I und II. F. A. Brockhaus, 1897.
- Bernhard Nordahl, Hjalmar Johansen: In Nacht und Eis: Band III, Supplement. F. A. Brockhaus, 1898.
- Fridtjof Nansen: In Nacht und Eis: Die norwegische Polarexpedition. 1893–1896. Edition Erdmann, Wiesbaden 2011, ISBN 978-3-86539-825-3 (englisch: Fram over polhavet.).